# معركة أوكيناوا
كانت معركة أوكيناوا أو أوكيناوا-سين بنظام هيبورن (بالإنجليزية: Battle of Okinawa)‏ و(باليابانية:  沖縄戦)، والتي حملت الاسم الرمزي «عملية جبل الجليد»، إحدى المعارك الرئيسية في مسرح حرب المحيط الهادئ التي اندلعت في جزيرة أوكيناوا بين القوات البحرية والجيش الأمريكي ضد الجيش الإمبراطوري الياباني. اعُتبر الغزو الأولي لأوكيناوا في 1 أبريل 1945، أكبر هجوم برمائي في مسرح المحيط الهادئ خلال الحرب العالمية الثانية. بدأت المعركة التي استمرت 82 يوماً من 1 أبريل حتى 22 يونيو 1945. بعد حملة طويلة من إستراتيجية غزو الجزر، كان الحلفاء يخططون لاستخدام قاعدة كادينا الجوية في جزيرة أوكيناوا الكبرى كمركز لعملية السقوط، الغزو المخطط للجزر الأم اليابانية، على بُعد 340 ميل (550 كم).
جَهَزّت الولايات المتحدة الجيش العاشر، وهو قوة متشعبة مكونة من فرق المشاة السابعة، والسابعة والعشرين، والسابعة والسبعين، والسادسة والتسعين من الجيش الأمريكي مع الفرق الأولى، والثانية، والسادسة من فيلق مشاة البحرية للقتال في الجزيرة. كان الجيش العاشر متفرداً بتملك قوة جوية تكتيكية خاصة به (تحت قيادة برية وبحرية موحدة)، كما كان مدعوماً بقوات بحرية وبرمائية مشتركة.
يُشار إلى المعركة باسم إعصار الفولاذ في الإنجليزية وتيتسو نو آمي (مطر الفولاذ) أو تيتسو نو بيوفيو (رياح الفولاذ العنيفة) في اليابانية. عكست هذه المسميات ضراوة القتال وشدة هجمات الكاميكازي اليابانية والأعداد الهائلة لسفن ومركبات الحلفاء المدرعة التي هاجمت الجزيرة. كانت المعركة واحدةً من أعنف معارك المحيط الهادئ، إذ سقط فيها ما يقرب من 160,000 ضحية من الطرفين: 75,000 على الأقل من الحلفاء و84,166 إلى 117,000 ياباني، بما في ذلك المجنديين المحليين من سكان أوكيناوا المرتدين للزي العسكري الياباني. بالإضافة إلى ذلك، قُتل أو انتحر أو فُقد 149,425 من مدنيي أوكيناوا، وهي نسبة كبيرة من السكان المحليين الذين قُدرّ عددهم قبل الحرب بنحو 300,000 نسمة.
وبالنسبة للعمليات البحرية المرتبطة بالمعركة، فَقَد كلا الجانبين أعداداً كبيرةً من السفن والطائرات، بما في ذلك البارجة اليابانية ياماتو. وعقب انتهاء المعركة، وفرت أوكيناوا مرسى للأساطيل ومناطق تجمع للقوات، إضافةً إلى مطارات قريبة من اليابان استعداداً لغزوها المُخطط له.

## إعدادات المعركة

### قوات للحلفاء

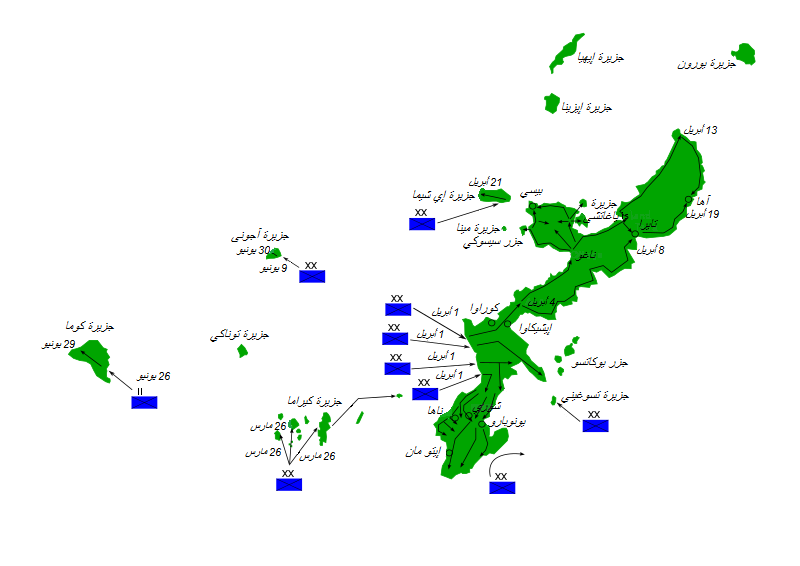
خريطة بالعمليات الأمريكية على جزيرة أوكيناوا

في المجمل، كان تعداد الجيش الأمريكي يزيد على 103,000 جندي (من بينهم أكثر من 38,000 من جنود المدفعية الذين لا يتبعون الفرق وجنود الدعم القتالي ومركز القيادة، إضافة إلى 9,000 من الجنود الإداريين) وأكثر من 88,000 من مشاة البحرية و18,000 من أفراد البحرية (معظمهم من المهندسيين البحريين والأطقم الطبية). في بداية معركة أوكيناوا، كان تعداد الجيش الأمريكي العاشر 182,821 فرداً تحت قيادته. وقد كان من المخطط أن يقدم الجنرال باكنر تقريراً إلى ترنر حتى تكتمل المرحلة البرمائية ومن ثَمّ تقريراً مباشراً إلى سبروانس. على الرغم من أن القوات البرية المتحالفة كانت مؤلفة بالكامل من الوحدات الأمريكية، فإن أسطول المحيط الهادئ البريطاني (BPF)؛ المعروف لدى البحرية الأمريكية باسم قوة المهام 57، قدمّ حوالي ¼ القوة الجوية البحرية المتحالفة (450 طائرة). حيث كان يتألف من قوة تضم 50 سفينة حربية، منها 17 حاملة طائرات. ونظراً لإعداد مدرجات الطيران المدرعة البريطانية بحيث تتحمل عدد أقل من الطائرات في الحاملة الواحدة، فقد أصبحت أكثر مقاومة لهجمات الكاميكازي.
على الرغم من أن بريطانيا وفرت جميع حاملات الطائرات التابعة لأسطول المحيط الهادئ البريطاني، فإن مجموعة الحاملات كانت أسطولاً مشتركاً من دول الكومنولث البريطاني بسفن وأفراد من أستراليا ونيوزيلندا وكندا. والتي كانت مهمتهم تحييد المطارات اليابانية في جزر ساكيشيما وتوفير غطاء جوي ضد هجمات الكاميكازي اليابانية. كانت معظم المقاتلات الجوية والقاذفات الانقضاضية الصغيرة وطائرات الهجوم الأرضي تتمركز على حاملات الطائرات التابعة للبحرية الأمريكية.

### قوات اليابانيين

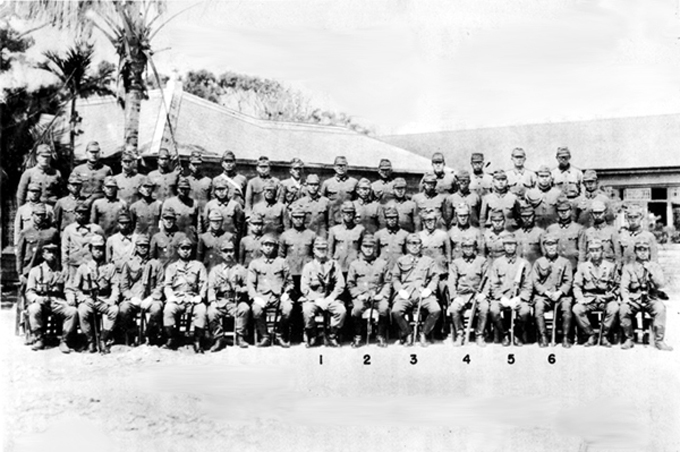
قادة أوكيناوا اليابانيون (التقطت صورتهم في وقت مبكر من فبراير 1945). في الوسط: (1) الأدميرال مينورو أوتا، (2) الفريق ميتسورو أوشيجيما، (3) الفريق إيزامو تشو، (4) العقيد هيتوشي كاناياما، (5) العقيد كيكوجي هونغو، (6) العقيد هيروميتشي ياهارا

تهيأت القوة البرية اليابانية (المُنظمة للدفاع أساساً) بقوة 67,000 جندي (77,000 وفقاً لبعض المصادر) من الجيش الثاني والثلاثين النظامي وحوالي 9,000 من قوات البحرية الإمبراطورية اليابانية (IJN) في قاعدة أوروكو البحرية (تدرب بضع مئات منهم فقط وجُهزوا للقتال البري)، بدعم من 39,000 من سكان جزر ريوكيو المحليين المُجنديين (بما في ذلك 24,000 من ميليشيات مؤخرة الجيش التي جُهزّت على عجل والمسماة بويتاي إضافة إلى 15,000 من العمال غير النظاميين). استخدم اليابانيون تكتيكات الكاميكازي منذ معركة خليج ليتي، لكنها أصبحت جزءاً رئيسياً في عملية الدفاع لأول مرة. وبين الإنزال الأمريكي في 1 أبريل و25 مايو، جرت سبع محاولات هجومية رئيسية للكاميكازي، شملت أكثر من 1,500 طائرة.
تألف الجيش الثاني والثلاثون في البداية من الفرق التاسعة والرابعة والعشرين والرابعة والستين والفرقة المختلطة المستقلة الرابعة والأربعين. انتقلت الفرقة التاسعة إلى تايوان قبل الغزو، مما أدى إلى تعديل الخطط الدفاعية اليابانية. كان من المقرر أن يقود المقاومة الأولية في الجنوب الفريق ميتسورو أوشيجيما ورئيس أركانه الفريق إيزامو تشو ورئيس العمليات، العقيد هيروميتشي ياهارا. وبينما دعا ياهارا إلى استراتيجية دفاعية، دعا تشو إلى إستراتيجية هجومية.
في الشمال، تولى القيادة العقيد تاكيهيدو أودو. بينما قاد الأدميرال مينورو أوتا قوات البحرية الإمبراطورية اليابانية. وقد توقعا أن يهبط الأمريكيون بنحو 6 إلى 10 فرق ضد الحامية اليابانية المكونة من فرقتين ونصف. استنتجت رئاسة الأركان اليابانية أن التفوق العالي وكميات الأسلحة سيعطي كل فرقة أمريكية خمس أو ست أضعاف القوة النارية لأي فرقة يابانية. يُضاف إلى ذلك القوة النارية والجوية الأمريكية الوافرة.

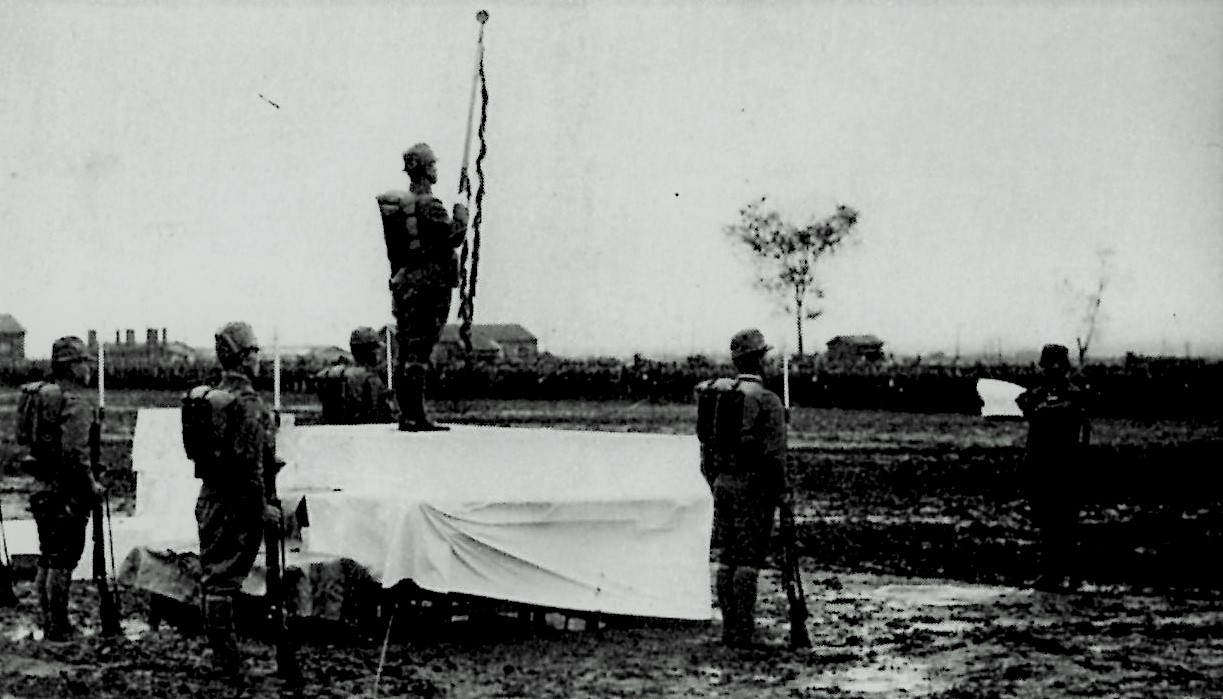
وصول الجنود اليابانيين إلى أوكيناوا
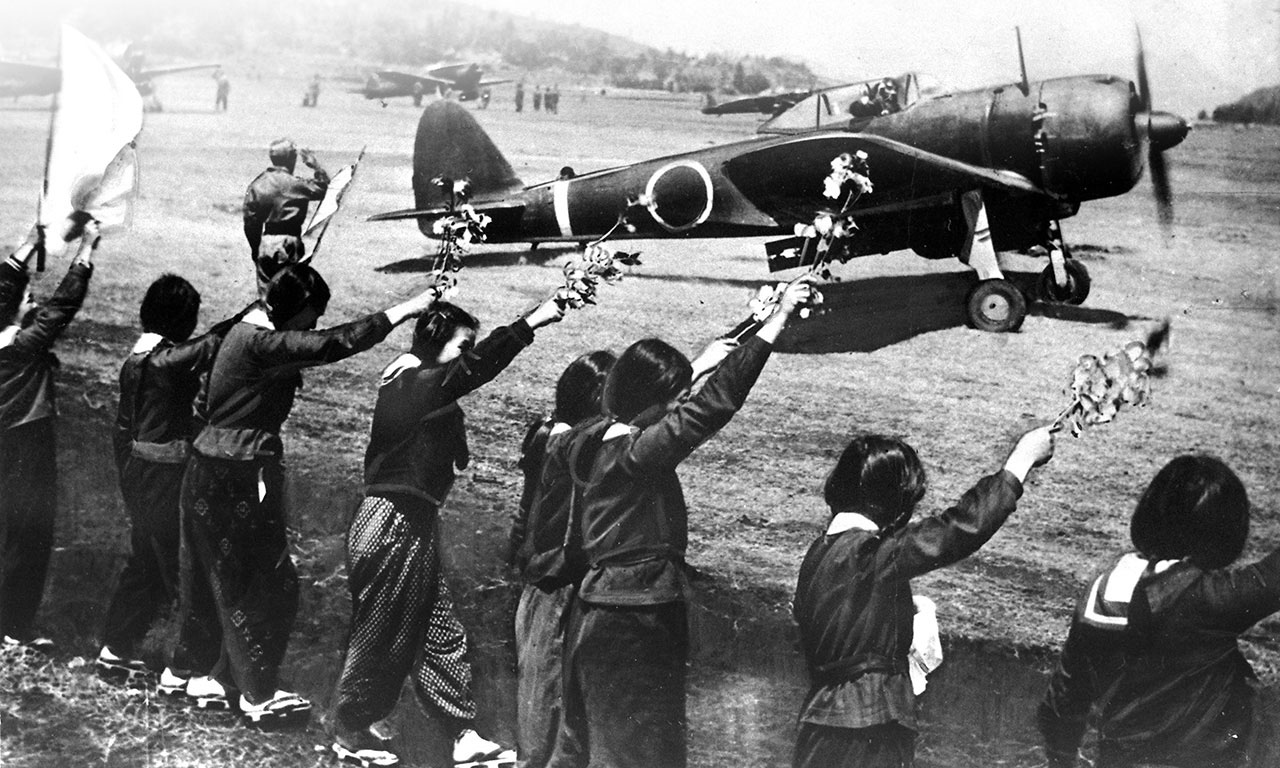
فتيات المدارس الثانوية اليابانية يودعن طيار كاميكازي مُحلق نحو أوكيناوا
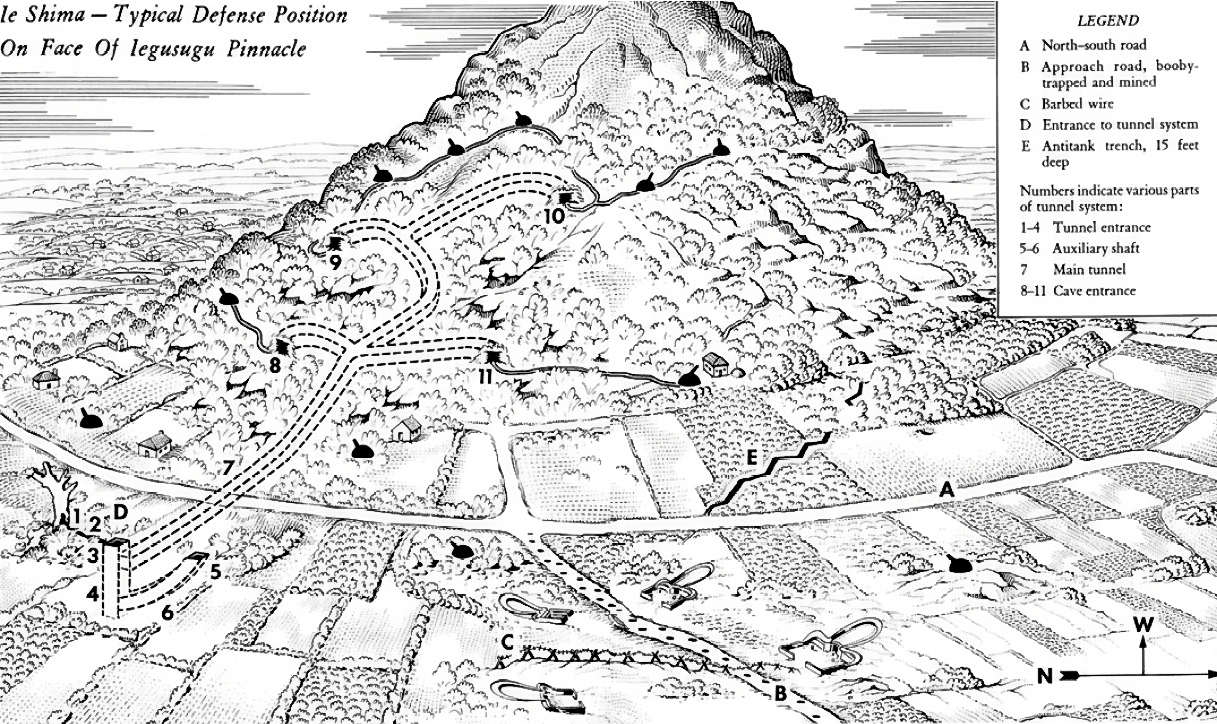
مُخطط عسكري أمريكي مرسوم للأنفاق والمنشآت الدفاعية اليابانية النموذجية في تلال الجزيرة
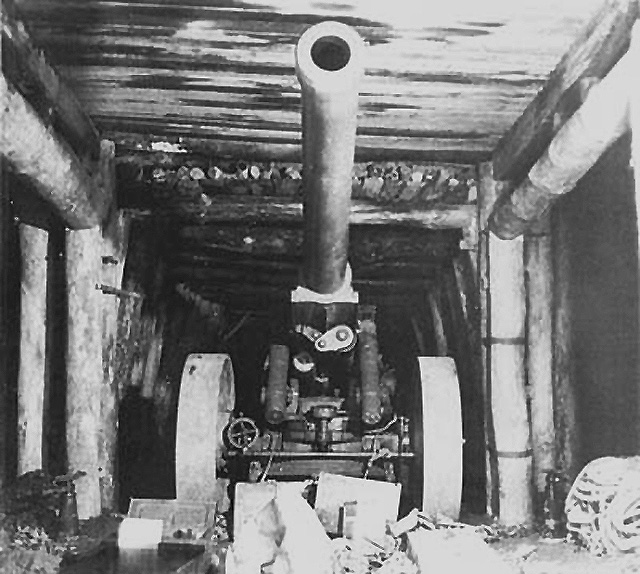
مدفع ياباني من النوع (89) 150 ملم مخبأ داخل نظام دفاعي في الكهوف
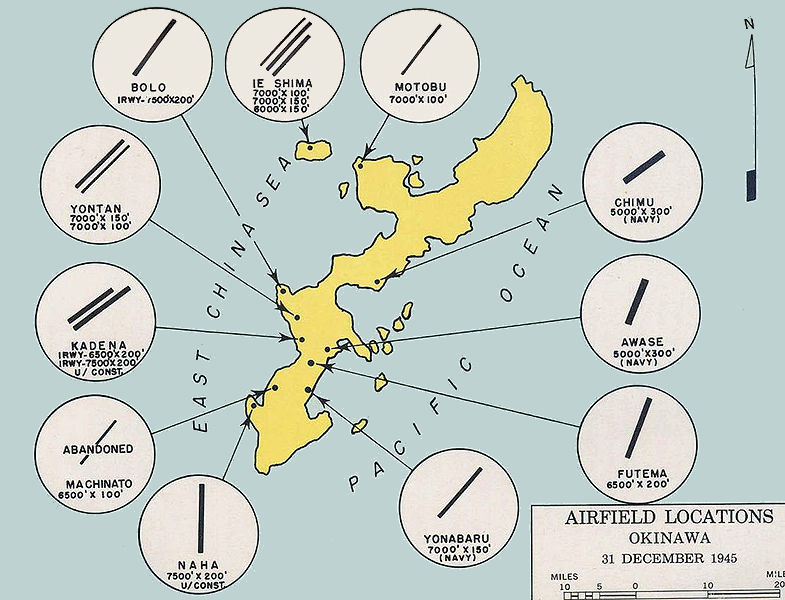
خريطة مطارات أوكيناوا، 1945

#### تجنيد الأطفال

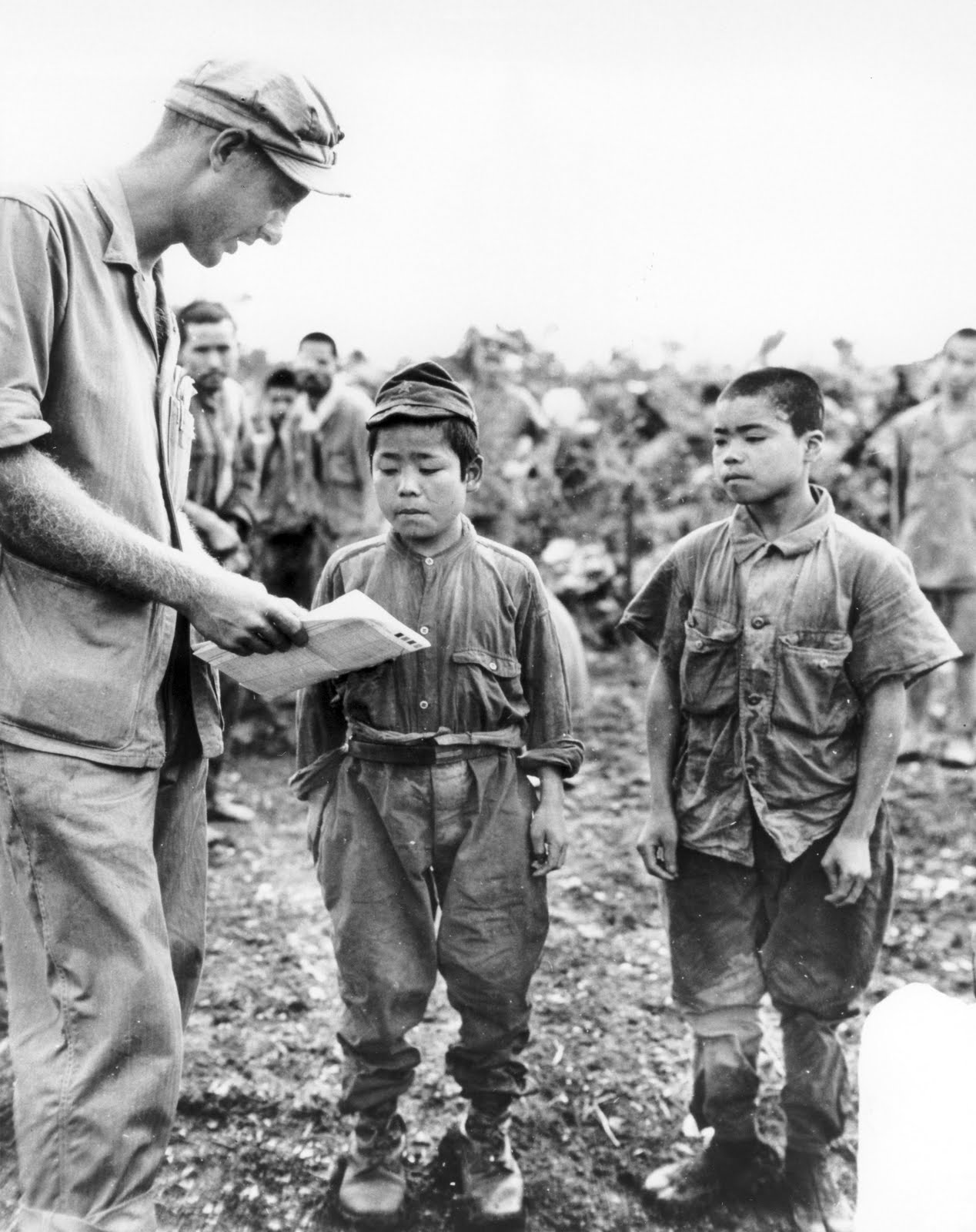
طفلان مجندان من تيكيتسو كينيتاي في أوكيناوا

في أوكيناوا، انتظم طلاب المدارس المتوسطة تيكيتسو كينيتاي في خدمة الخط الأمامي، بينما انتظمت طالبات هيمه-يوري في وحدة تمريض.
حشد الجيش الإمبراطوري الياباني 1,780 من طلاب المدارس المتوسطة الذين تتراوح أعمارهم بين 14 و17 عاماً في خدمة الخط الأمامي. وأطلق عليهم تيكيتسو كينيتاي (باليابانية: 鉄 血 勤 皇 隊، «فيلق الحديد والدم الإمبراطوري»). جرت هذه التعبئة بموجب مرسوم صادر عن وزارة الحربية وليس بموجب القانون. حشدت المراسيم الطلاب كجنود متطوعين من أجل النموذج؛ في الواقع، أمرت السلطات العسكرية المدارس بإجبار جميع الطلاب تقريباً على «التطوع» كجنود؛ في بعض الأحيان زوروا المستندات اللازمة. وقد قُتل حوالي نصف طلاب تيكيتسو كينيتاي، بما في ذلك خلال الهجمات الانتحارية ضد الدبابات وفي عمليات حرب العصابات.
من بين 21 مدرسة ثانوية للبنين والبنات التي شكلت هذه القوات الطلابية، قُتلّ 2,000 طالب في ساحة المعركة. حتى مع عمل الطالبات أساساً كممرضات للجنود اليابانيين، فقد بقين عُرضة لظروف الحرب القاسية.
بعد خسارتها معركة أوكيناوا، سَنَت الحكومة اليابانية قوانين جديدة استعداداً للمعارك الحاسمة في الجزر الرئيسية. أتاحت هذه القوانين للفتيان الذين تبلغ أعمارهم 15 عاماً أو أكثر والفتيات اللواتي يبلغن 17 عاماً أو أكثر الانضمام إلى خدمة الخطوط الأمامية.

## المعركة البحرية

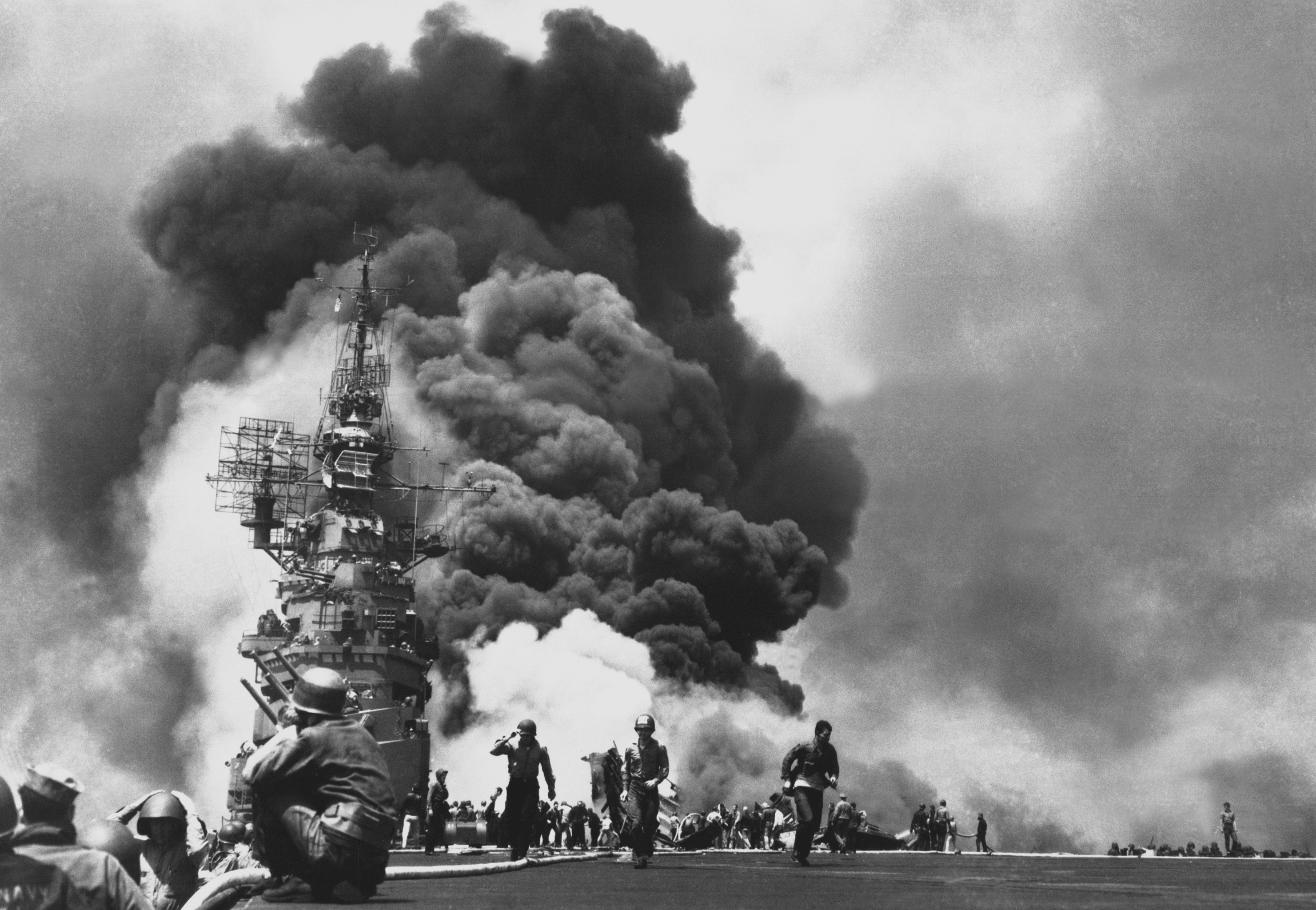
اشتعال حاملة الطائرات الأمريكية يو إس إس بنكر هيل بعد أن أصابتها طائرتي كاميكازي في غضون 30 ثانية.

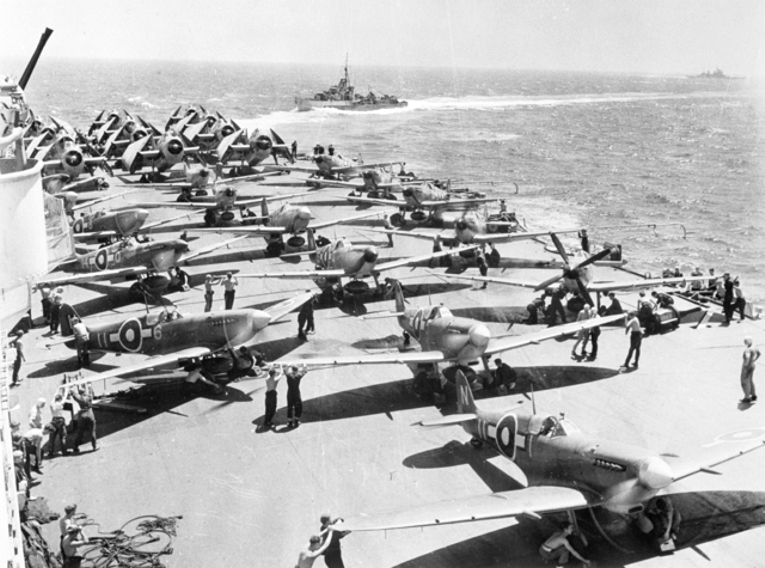
الذراع الجوي لأسطول البحرية الملكية: طائرات آفنجرز، سي فاير وفاير فلاي على متن حاملات الطائرات إتش إم إس إمبلاكابل، تسخن محركاتها قبل الإقلاع.

ظلّت قوة المهام 58 التابعة للبحرية الأمريكية، التي نُشرت شرق أوكيناوا مع مجموعة مرابطة من 6 إلى 8 مدمرات، 13 حاملة (7 حاملات أسطول و6 حاملات خفيفة) في الخدمة من 23 مارس إلى 27 أبريل ثم انخفض عددها بعد ذلك. وحتى 27 أبريل، كان هناك ما لا يقل عن 14 وما يصل إلى 18 حاملة مرافقة (CVE) في المنطقة طوال الوقت. ولغاية 20 أبريل، ظلت قوة المهام 57 البريطانية، بقوة 4 حاملات كبيرة و6 حاملات مرافقة، قبالة جزر ساكيشيما لحماية الجناح الجنوبي.
أجبر طول أمد الحملة في ظل ظروف صعبة الأدميرال تشيستر دبليو. نيمتز على اتخاذ خطوة غير مسبوقة بإعفاء كبار القادة البحريين من أجل الراحة والتعافي. وعقب عملية تغيير مهمة الأسطول والقادة، بدأت القوات البحرية الأمريكية الحملة بتولي الأسطول الخامس تحت قيادة الأدميرال ريموند سبروينس زمامها، لكنه آل في نهاية المطاف إلى الأسطول الثالث تحت قيادة الأميردال ويليام هالسي.
كانت المقاومة الجوية اليابانية ضعيفة نسبياً خلال الأيام القليلة الأولى بعد عمليات الإنزال. ومع ذلك، في 6 أبريل، بدأ رد الفعل الجوي المتوقع بهجوم مكون من 400 طائرة أقلعت من كيوشو. استمرت الهجمات الجوية العنيفة المتواصلة طوال أبريل. وخلال الفترة من 26 مارس - 30 أبريل، غرقت عشرين سفينة أمريكية وتضررت 157 نتيجة هجمات العدو. من جانبهم، وبحلول 30 أبريل، خسر اليابانيون أكثر من 1,100 طائرة أسقطتها القوات البحرية المتحالفة وحدها.
بين 6 أبريل و 22 يونيو، أطلق اليابانيون 1,465 طائرة كاميكازي ضمن هجمات واسعة النطاق من كيوشو، بواقع 185 طلعة كاميكازي فردية من كيوشو و250 طلعة كاميكازي فردية من فورموزا. وبينما قدرت الاستخبارات الأمريكية وجود 89 طائرة في فورموزا، فقد كان لدى اليابانيين في الواقع حوالي 700 طائرة مُفككة أو مموهة جيداً وموزعة في قرى وبلدات متناثرة. فيما شكك سلاح الجو الأمريكي الخامس في مزاعم البحرية حول انطلاق الكاميكازي من فورموزا.
كانت السفن المفقودة عبارة عن قطع بحرية أصغر، خاصة مدمرات المراقبة الرادارية بجانب مدمرات المرافقة وسفن الإنزال. وبينما لم يخسر الحلفاء أي سفن حربية رئيسية، فقد أُصيبّت العديد من حاملات الأسطول بأضرار بالغة. كما استخدمت الزوارق البخارية الانتحارية فئة شينيو المتمركزة براً في الهجمات الانتحارية اليابانية، على الرغم من أن أوشيجيما قد سَرَحَ غالبية كتائب الزوارق الانتحارية قبل المعركة نظراً لتوقع انخفاض فاعليتها أمام تفوق العدو. إلا أنه أُعيد تشكيل طواقم الزوارق في ثلاث كتائب مشاة إضافية.

### عملية تن غو

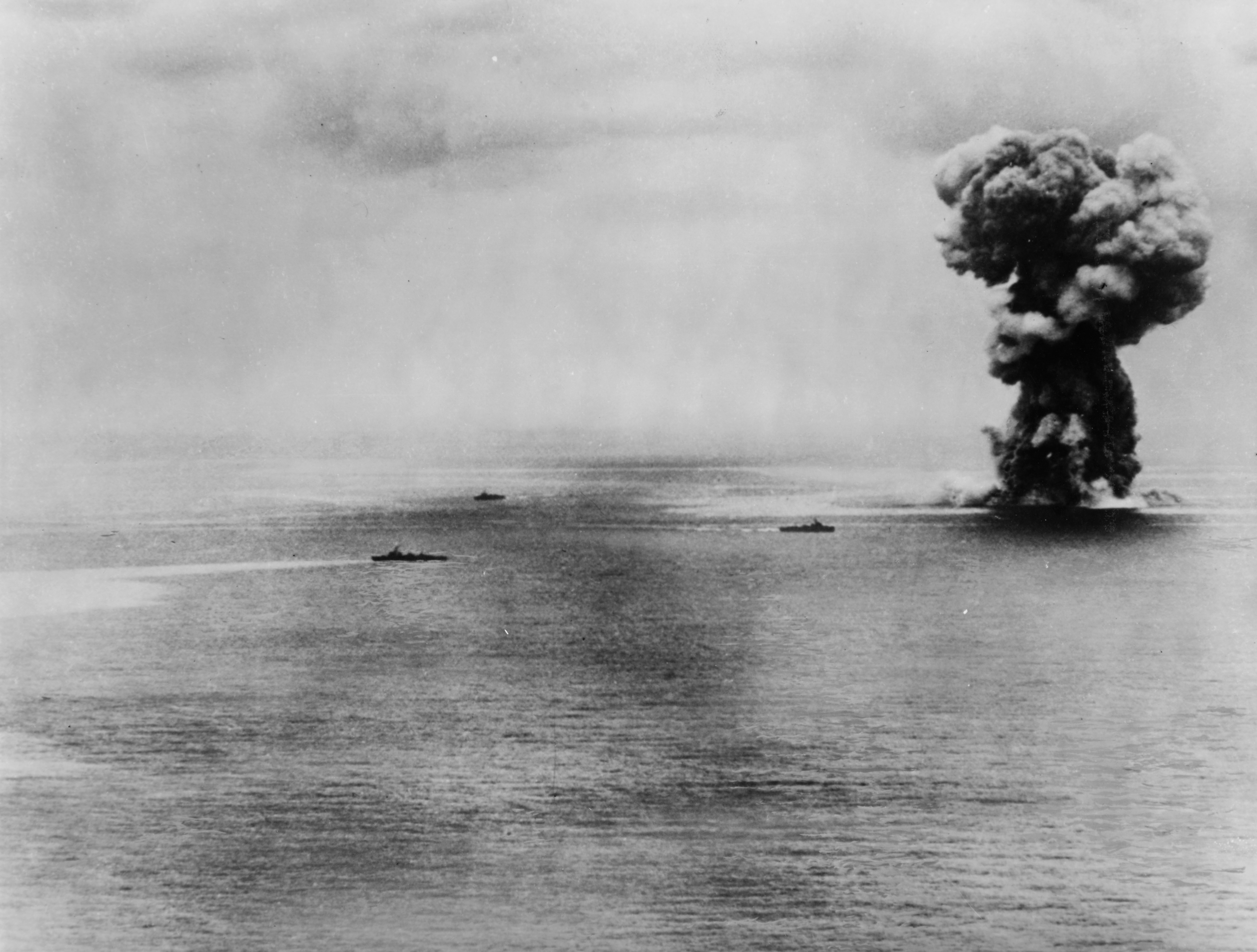
انفجار البارجة الفائقة ياماتو نتيجة الهجمات المستمرة للطائرات الأمريكية.

كانت عملية تن غو مُحاولة هجومية بقوة ضاربة من 10 سفن سطح يابانية، تتقدمهن ياماتو بقيادة الأدميرال سيتشي ايتو. وقد أُمرت قوة المهام الصغيرة هذه بالقتال عبر القوات البحرية المعادية، ثم سحب ياماتو نحو الشاطئ ومواصلة القتال من عليها، باستخدام مدافعها كمدفعية ساحلية وطاقمها كمشاة بحرية. لكن الغواصات الأمريكية رصدت قوة تن-غو بعد فترة وجيزة من مغادرتها المياه الإقليمية اليابانية لتعترضها طائرات الحاملات الأمريكية.

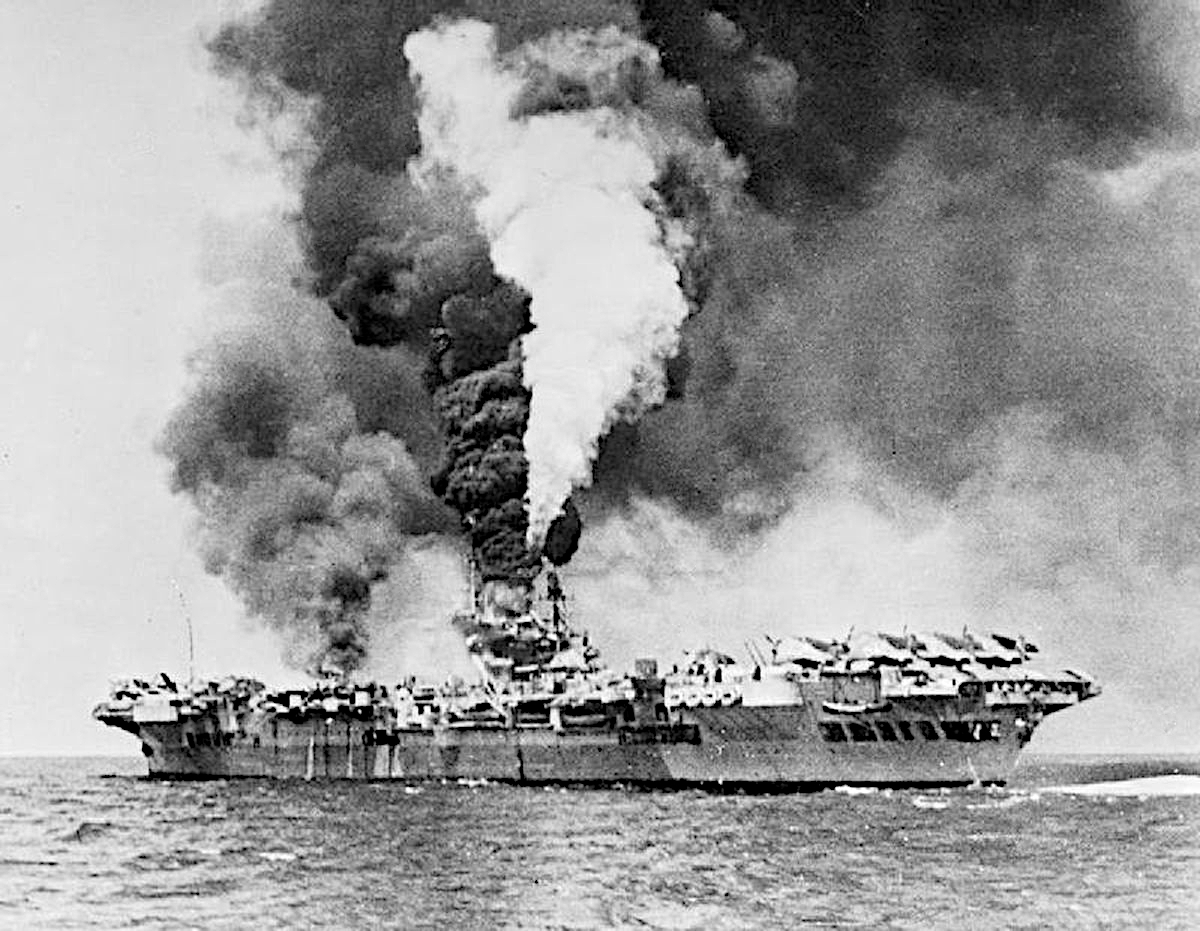
اشتعال النيران بحاملة الطائرات إتش إم إس فورميدابول، عقب هجوم للكاميكازي في 4 مايو، مما جعلها خارج المعركة لمدة خمسين دقيقة.

وبعد تعرضها لهجوم بأكثر من 300 طائرة على مدى ساعتين، غرقت أكبر بارجة في العالم في 7 أبريل 1945، بعد معركة أحادية الجانب، حتى من قبل وصولها إلى أوكيناوا بمسافة كبيرة. (كانت تعليمات قد صدرت لقاذفات الطوربيدات الأمريكية باستهدافها من جانب واحد فقط لمنع طاقم السفينة من تدابير مكافحة الغرق الفعالة والتصويب على القوس أو المؤخرة، حيث اُعتُقدّ أن سمك دروعها أخف.) ومن ضمن قوة ياماتو التي دُمرّت، الطراد الخفيف ياهاجي وكذلك غرق أربعة من المدمرات الثمانية. فقدت البحرية الإمبراطورية اليابانية حوالي 3,700 بحاراً، من بينهم الأدميرال إيتو، مقابل خسارة 10 طائرات أمريكية و12 طياراً.

### أسطول المحيط الهادئ البريطاني
كُلفّ أسطول المحيط الهادئ البريطاني، الذي شارك في المعركة تحت اسم قوة المهام 57، بمهمة تحييد المطارات اليابانية في جزر ساكيشيما وهو ما نجح في تنفيذه في الفترة من 26 مارس إلى 10 أبريل.
في 10 أبريل، تحول تركيزه نحو المطارات في شمال فورموزا. انسحبت القوة إلى خليج سان بيدرو في 23 أبريل.
في 1 مايو، عاد أسطول المحيط الهادئ البريطاني للقتال، بمهمة تحييد للمطارات كما في السابق، إلا أن هذه المرة كانت من خلال القصف البحري وكذلك الهجمات الجوية. سببت العديد من هجمات الكاميكازي أضراراً جسيمة بسفن الأسطول، لكن نظراً لامتلاك حاملات الطائرات التابعة للبحرية الملكية منصات طيران مدرعة، فقد عانت فقط من تعطل قصير لعمليات قواتها.

## المعركة البرية

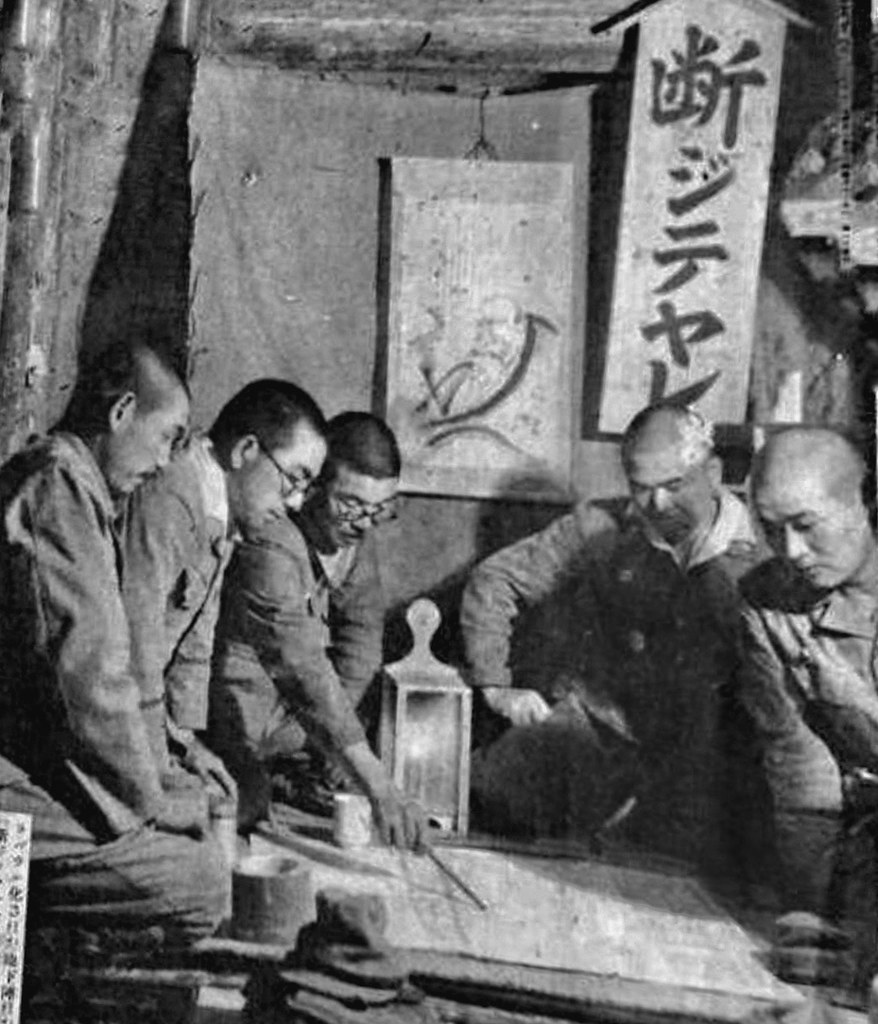
الجنرالان ميتسورو أوشيجيما، إيسامو تشو مع ضباط آخرين من الجيش الثاني والثلاثين في أوكيناوا، أبريل 1945

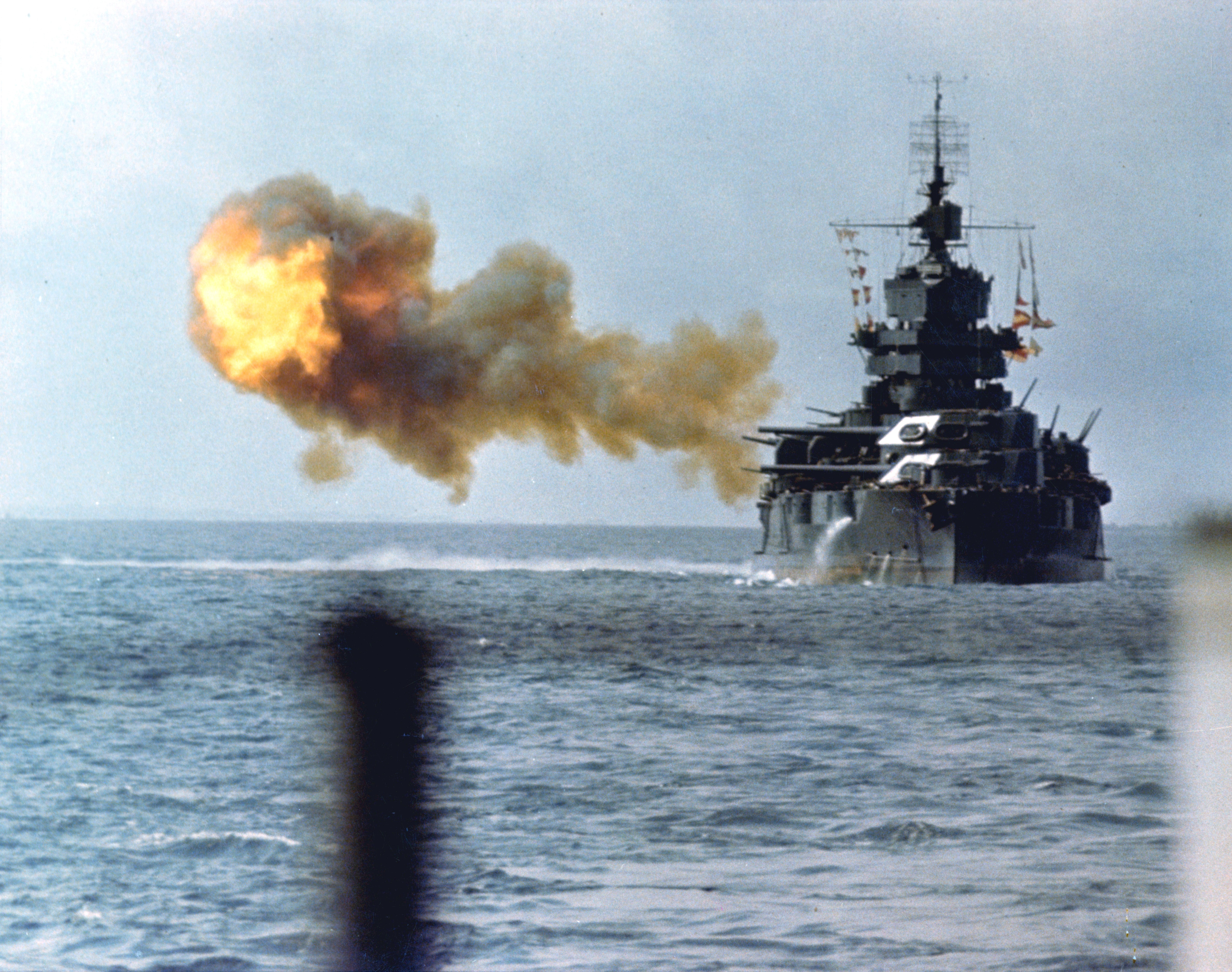
البارجة يو إس إس أيداهو تقصف أوكيناوا في 1 أبريل 1945

اندلعت المعركة البرية على مدى حوالي 81 يوماً بدءاً من 1 أبريل 1945. كان أول من هبط من الأمريكيين على الشاطئ، جنود من الفرقة 77 مشاة على جزر كيراما، على بعد 15 ميل (24 كم) غرب أوكيناوا في 26 مارس. تبع ذلك عمليات الإنزال الفرعية حيث جرى تأمين جزر كيراما خلال الأيام الخمسة التالية. في هذه العمليات الأولية، عانت الفرقة 77 مشاة من 27 قتيلاً و81 جريحاً، بينما خسر اليابانيون أكثر من 650 قتيل وأسير. قدمت العملية مرفأ مؤمن للأسطول وقضت على تهديد الزوارق الانتحارية.
في 31 مارس، هبط جنود البحرية من كتيبة مشاة الاستطلاع البرمائية دون مقاومة على كيسي شيما، على بعد أربع جزر صغيرة تقع على بعد 8 أميال (13 كم) غرب ناها عاصمة أوكيناوا. وذهبت مجموعة بقطع مدفعية طراز «لونغ توم» عيار 155 ملم (6.1 بوصة) إلى شواطئ تلك الجزر لتغطية العمليات في أوكيناوا.

### شمال أوكيناوا

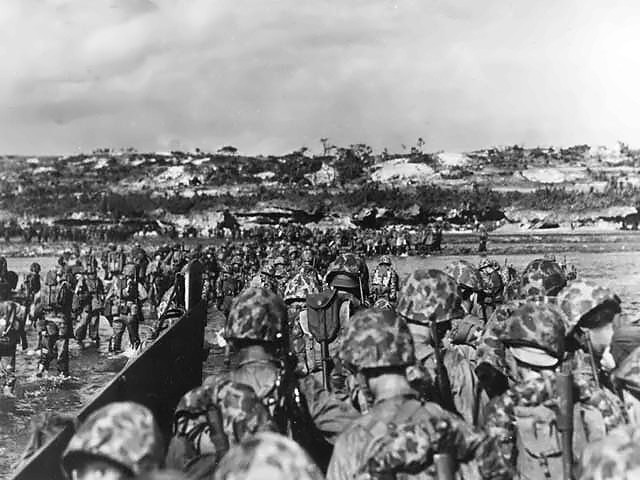
تعزيزات مشاة البحرية الأمريكية تجتاز الشاطئ لدعم إقامة رأس جسر ساحلي في أوكيناوا، 1 أبريل 1945.

أتم الفيلق الرابع والعشرون والفيلق البرمائي الثالث الإنزال الرئيسي على شواطئ هاغوشي على الساحل الغربي لأوكيناوا في يوم الإنزال (L-Day)، في 1 أبريل. أجرت فرقة مشاة البحرية الثانية مظاهرة عسكرية قبالة شواطئ ميناتوغا على الساحل الجنوبي الشرقي لخداع اليابانيين حول النوايا الأمريكية وتأخير حركة الاحتياطيات العسكرية من هناك.

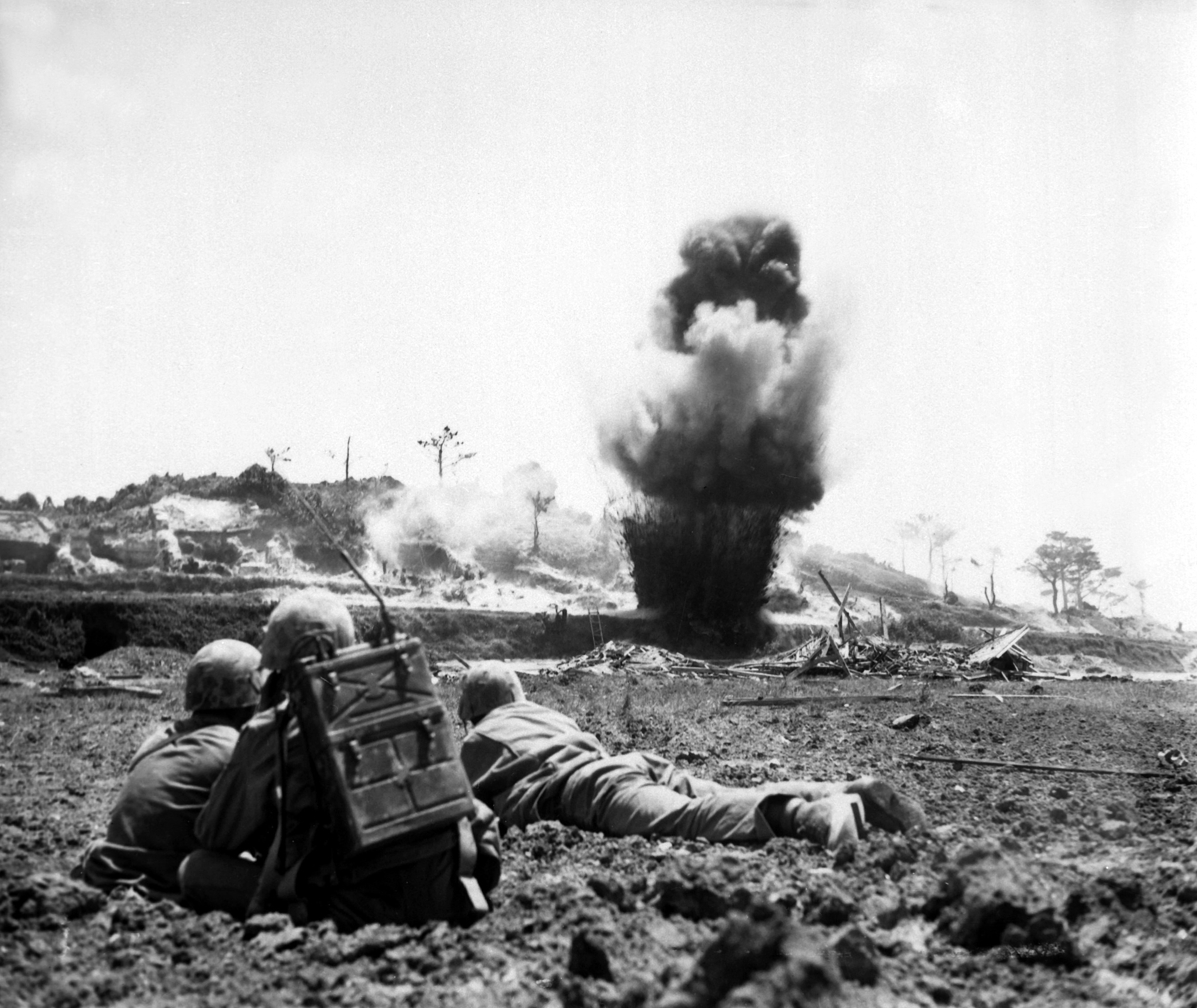
طاقم هدم من فرقة المشاة السادسة يراقب تفجير عبوات ناسفة وتدمير كهف ياباني، مايو 1945.

اجتاح الجيش العاشر الجزء الجنوبي الأوسط من الجزيرة بسهولة نسبية واستولى على قاعدتي كادينا ويوميتان الجويتين في غضون ساعات من عملية الإنزال. في ضوء المقاومة الضعيفة، قرر الجنرال باكنر المُضي قدماً على الفور في المرحلة الثانية من خطته - الاستيلاء على شمال أوكيناوا. توجهت فرقة مشاة البحرية السادسة إلى برزخ إيشيكاوا وبحلول 7 أبريل، كانت قد أحكمت قبضتها على شبه جزيرة موتوبو.
بعد ستة أيام في 13 أبريل، وصلت الكتيبة الثانية وفوج مشاة البحرية الثاني والعشرون، إلى نقطة هيدو (هيدو-ميساكي) في الطرف الشمالي من الجزيرة. عند هذه النقطة، حوصر الجزء الأكبر من القوات اليابانية المسماة رمزياً (قوة أودو) في شمال شبه جزيرة موتوبو. حيث التضاريس الجبلية المغطاة بالغابات، مع تمركز الدفاعات اليابانية على جبل ياي، في كتلة ملتوية من التلال والوديان الصخرية في وسط شبه الجزيرة. حيث دار هناك قتال عنيف قبل أن يطهر مشاة البحرية جبل ياي أخيراً في 18 أبريل. ومع ذلك، لم يكن ذلك نهاية القتال البري في شمال أوكيناوا. ففي 24 مايو، شنت القوات اليابانية عملية جي-غو: عملية إبرار جوي لسرية من القوات الخاصة غيريتسو كوتاي تاي في هجوم انتحاري على يوميتان. دمرت خلاله 70 ألف جالون أمريكي (260 ألف لتر) من الوقود وتسع طائرات قبل أن يسحقها المدافعون الذين فقدوا رجلين.
في غضون ذلك، هاجمت الفرقة 77 مشاة جزيرة إيجيما - جزيرة صغيرة قبالة الطرف الغربي من شبه الجزيرة - في 16 أبريل، بالإضافة إلى المخاطر التقليدية، واجهت الفرقة 77 مشاة هجمات كاميكازي وحتى نساء محليات مسلحات بالحراب. كان هناك قتال عنيف قبل إعلان المنطقة آمنة في 21 أبريل ليصبح هناك قاعدة جوية أخرى معدة للعمليات ضد اليابان.

### جنوب أوكيناوا

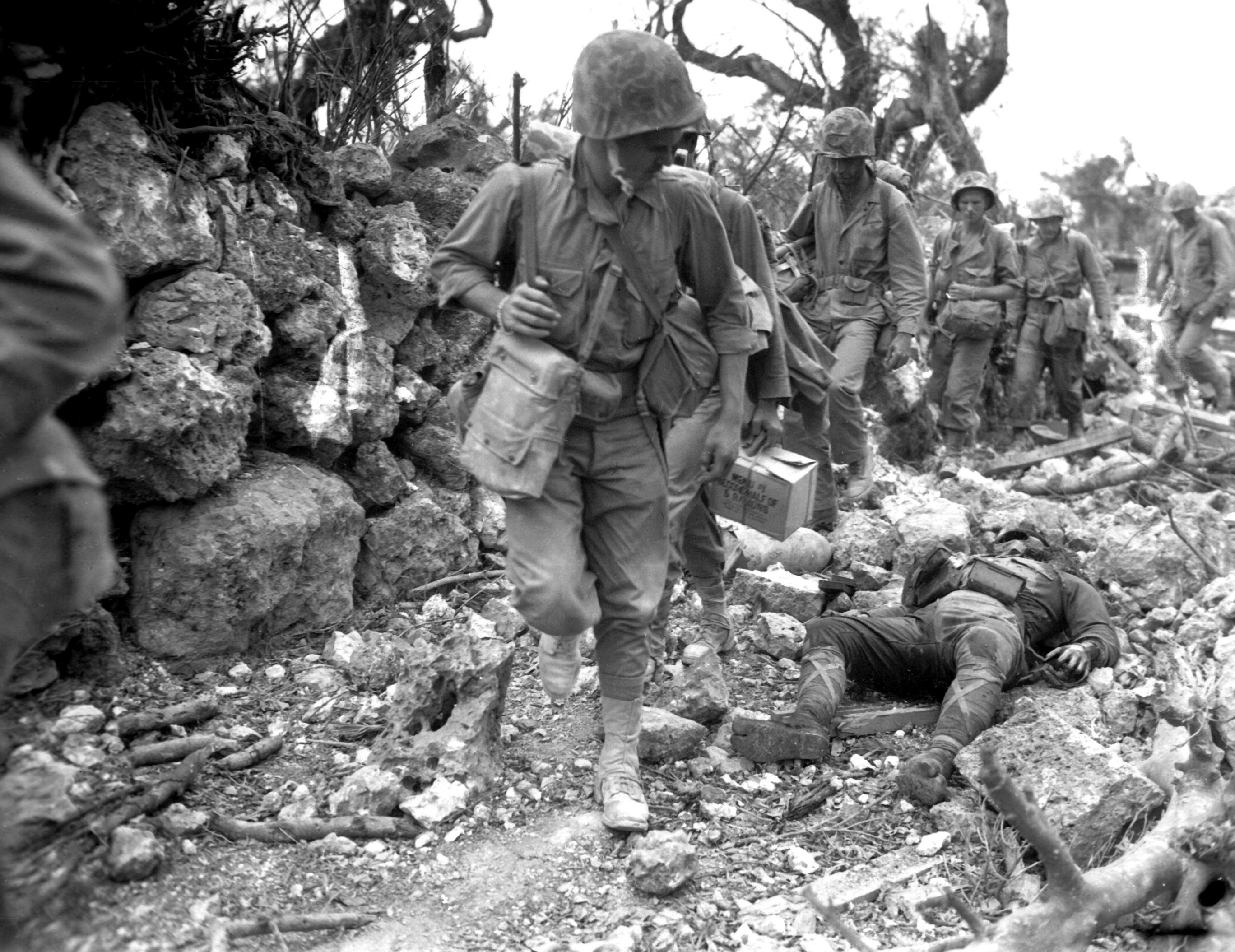
مشاة البحرية الأمريكية يجتازون جثة جندي ياباني في قرية مدمرة، أبريل 1945.

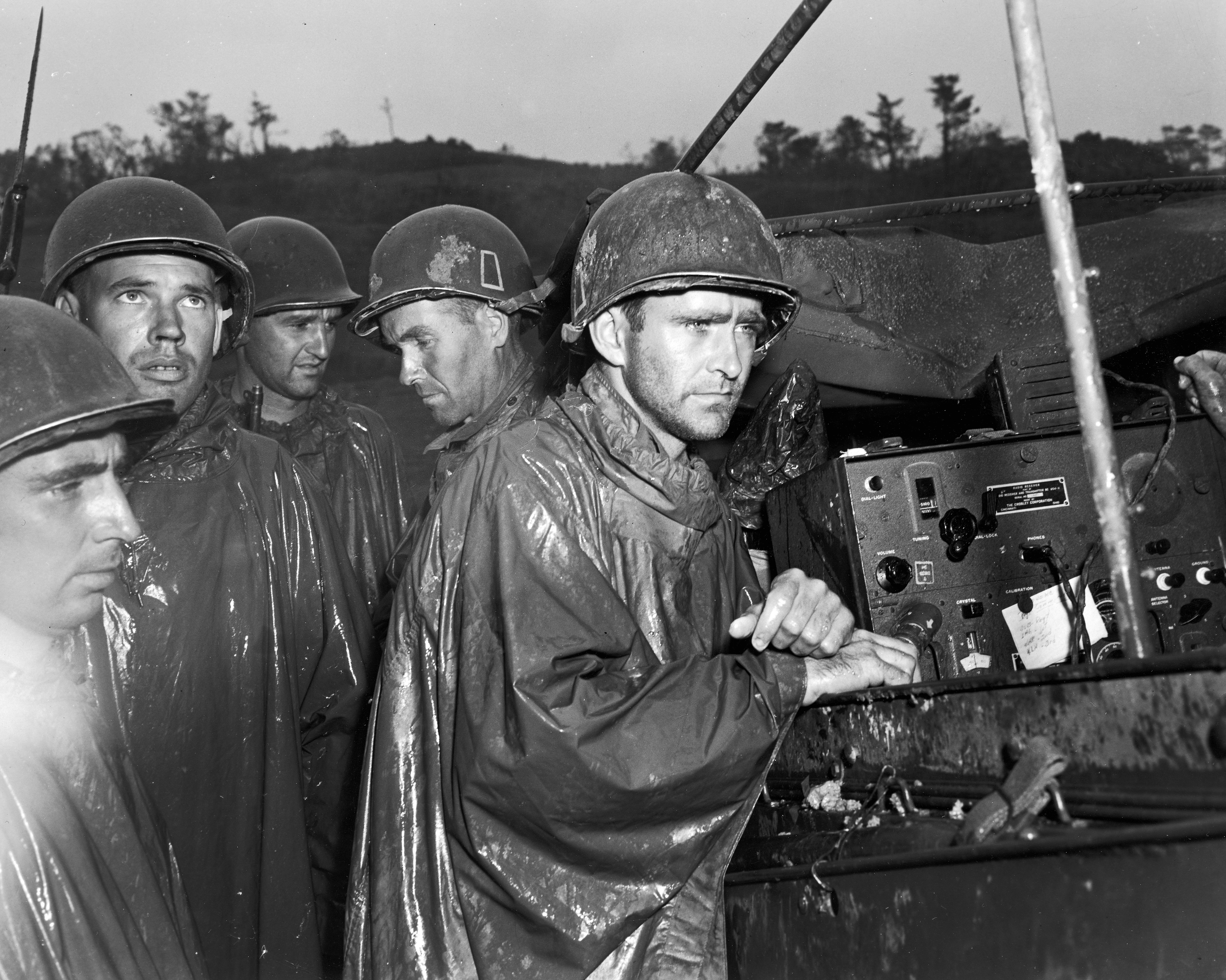
جنود أمريكيون من الفرقة 77 مشاة يستمعون إلى تقارير إذاعية عن يوم النصر في أوروبا في 8 مايو 1945.

بينما كانت فرقة مشاة البحرية السادسة تطهر شمال أوكيناوا، انتقلت فرقتا المشاة السادسة والتسعين والسابعة التابعتين للجيش الأمريكي جنوباً عبر وسط أوكيناوا الضيق. بدأت الفرقة 96 مشاة في مواجهة مقاومة شرسة غرب وسط أوكيناوا من جانب القوات اليابانية المتمركزة في مواقع محصنة شرق الطريق السريع رقم 1 وإلى حوالي 5 ميل (8 كم) من شمال غرب شوري، الذي أصبح معروفاً باسم تل الصبار. واجهت فرقة المشاة السابعة مقاومة يابانية عنيفة مماثلة من قمة صخرية تقع على بعد حوالي 1000 ياردة (910 م) جنوب غرب أراكاتشي (أطلق عليها اسم «القمة» لاحقاً). وبحلول ليلة 8 أبريل، طهرت القوات الأمريكية هذه المواقع والعديد من المواقع شديدة التحصين الأخرى. وقد تكبدت أكثر من 1,500 ضحية نتيجة القتال خلال هذه العملية، بينما قتلت أو أسرت حوالي 4,500 ياباني. ومع ذلك لم تكن المعركة قد بدأت بعد، فقد تأكد أن هذه المواقع «لم تكن سوى مواقع متقدمة» تؤمن خط شوري.
كانت قمة كاكازو الهدف الأمريكي التالي وهي عبارة عن تلين يتصلان بسرج يشكل جزءاً من دفاعات شوري الخارجية. لقد أعد اليابانيون مواقعهم جيداً وحاربوا بصلابة. فقد اختبأ الجنود اليابانيون في الكهوف المحصنة. وغالباً ما فقدت القوات الأمريكية أفراداً منها قبيل تطهير اليابانيين من كل كهف أو من المخابئ الأخرى. أرسل اليابانيون سكان أوكيناوا المحليين تحت تهديد السلاح ليجلبوا المياه والإمدادات لهم، مما أدى إلى وقوع خسائر في صفوف المدنيين. كان التقدم الأمريكي متصلباً، لكن نتج عنه عدد كبير من الخسائر لكلا الجانبين.
مع توقف الهجوم الأمريكي على قمة كاكازو، قرر الفريق أوشيجيما - تحت تأثير الجنرال تشو - أن يشن هجوماًً. وفي مساء يوم 12 أبريل، هاجم الجيش الثاني والثلاثون المواقع الأمريكية عبر الجبهة بأكملها. كان الهجوم الياباني ضخماً ومتواصلاًً ومنظماًً جيداًً. وبعد قتال عنيف متلاحم، تراجع المهاجمون فقط، ليكرروا هجومهم في الليلة التالية. ومع ذلك صُدّ هجوم نهائي في 14 أبريل مرة أخرى. عبر هذه المحاولات توصلت قيادة الجيش الثاني والثلاثين إلى استنتاج أن الأمريكيين كانوا ضعاف أمام تكتيكات التسلل الليلي، لكن قوتهم النارية المتفوقة جعلت من أي حشد هجومي للقوات اليابانية أمراًً خطيراًً للغاية، فرجعت لتبني استراتيجيتها الدفاعية.
سيطرت فرقة المشاة السابعة والعشرون - التي نزلت في 9 أبريل - على الجانب الأيمن لأوكيناوا، بمحاذاة الساحل الغربي. فأصبح للجنرال جون آر. هودج ثلاث فرق في هذا الخط، مع تمركز الفرقة 96 في الوسط والفرقة السابعة إلى الشرق وتمسك كل فرقة بجبهة يبلغ طولها حوالي 1.5 ميل (2.4 كم). شَنَ هودج هجوماً جديداً في 19 أبريل بوابل من 324 مدفع، اُعتُبرّ أكبر قصف على الإطلاق يشهده مسرح عمليات المحيط الهادئ. كما انضمت البوارج والطرادات والمدمرات إلى القصف الذي أعقبه مهاجمة 650 طائرة تابعة للبحرية وقوات مُشاتها مواقع العدو بالنابالم والصواريخ والقنابل والمدافع الرشاشة. تمركزت الدفاعات اليابانية على منحدرات عكسية، حيث انتظر المدافعون انتهاء القصف المدفعي والهجوم الجوي بينما هم في أمان نسبي، ليخرجوا من الكهوف ويمطروا الأمريكيين الذين يتقدمون على المنحدر الأمامي بقذائف الهاون والقنابل اليدوية.
فشل هجوم مدرع لعمل ثغرة عبر الالتفاف حول قمة كاكازو، في الالتحام مع دعم قوات المشاة التي كانت تحاول عبور التلال وبالتالي فشل الهجوم مع خسارة 22 دبابة. وعلى الرغم من أن دبابات اللهب طهرت العديد من دفاعات الكهوف، فإن عملية الاختراق لم تحدث وعانى الفيلق الرابع والعشرون من خسائر بلغت 720 ضحية. وكان من الممكن أن تصبح الخسائر أكبر من ذلك لولا احتفاظ اليابانيين عملياً بجميع احتياطيات المشاة الخاصة بهم متمركزة في أقصى الجنوب والتي احتجزها هناك هجوم مخادع قبالة شواطئ ميناتوغا دبرته فرقة مشاة البحرية الثانية بالتزامن مع هذا الهجوم.
في نهاية أبريل، بعدما اخترقت قوات الجيش خط دفاع ماشيناتو، عززت فرقة مشاة البحرية الأولى فرقة المشاة السابعة والعشرين وعززت فرقة المشاة 77 الفرقة 96. وعندما وصلت فرقة مشاة البحرية السادسة، تولى الفيلق البرمائي الثالث السيطرة على الجناح الأيمن وتولى الجيش العاشر السيطرة على المعركة.

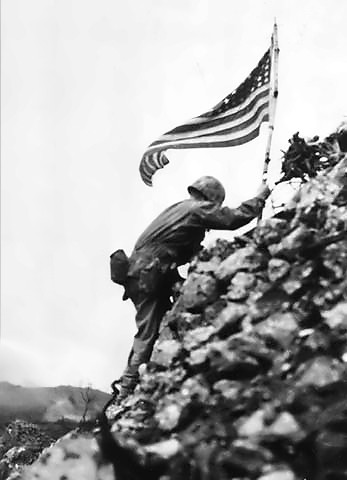
المقدم ريتشارد بوتس روس الابن، قائد الكتيبة الثالثة، فرقة مشاة البحرية الأولى يتحدى نيران القناصة برفع علم الولايات المتحدة فوق حواجز قلعة شوري في 30 مايو. رُفعَ هذا العلم لأول مرة فوق كيب غلوستر ثم بيليليو.

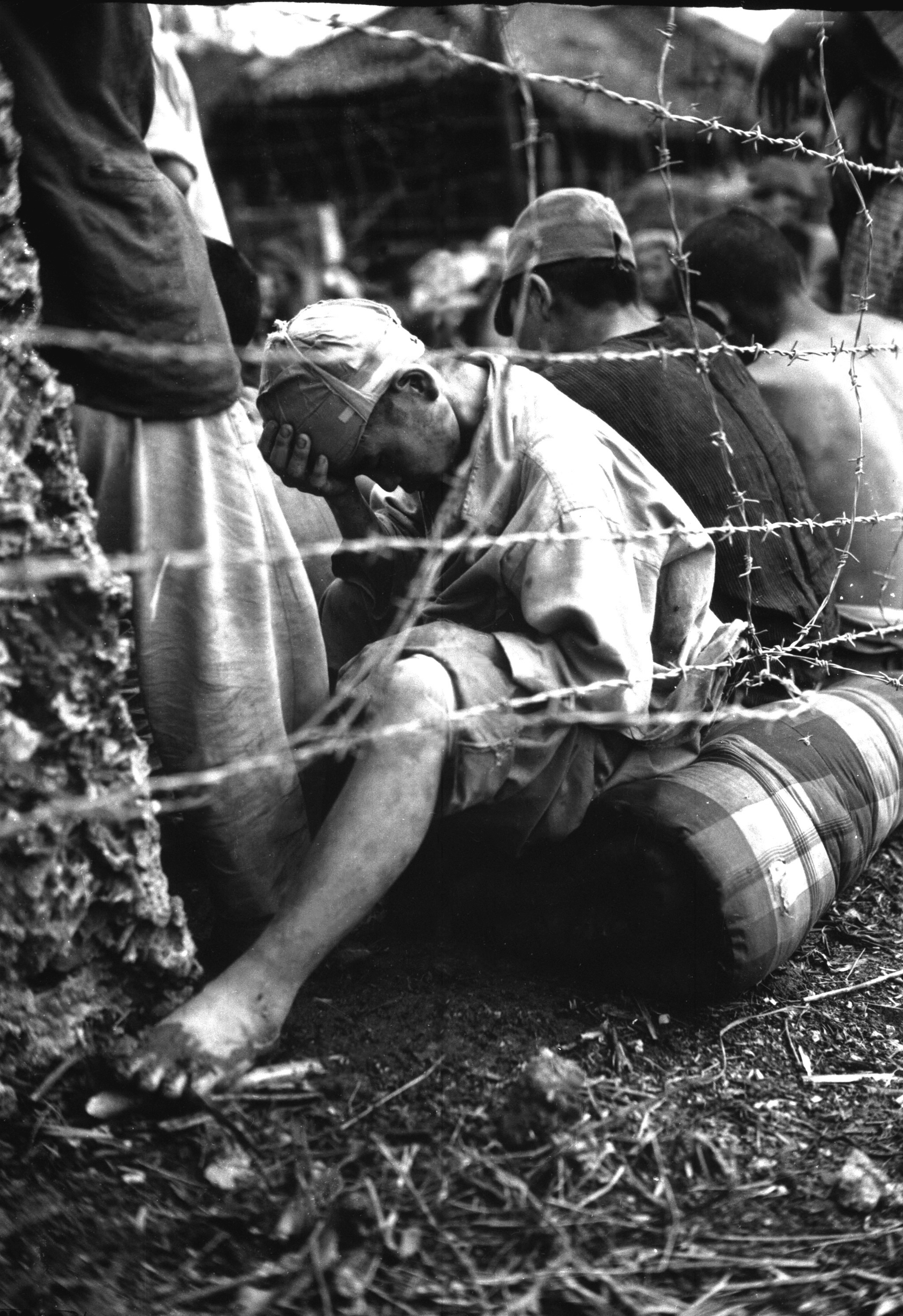
أسير حرب ياباني يجلس خلف الأسلاك الشائكة بعد أن أسرته فرقة مشاة البحرية السادسة مع 306 آخرين خلال الساعات الأربع والعشرين الأخيرة من المعركة.

في 4 مايو، شن الجيش الثاني والثلاثون هجوماً مضاداً آخراً. في هذه المرة، حاول أوشيجيما شَن هجمات برمائية على السواحل خلف الخطوط الأمريكية. ولدعم هجومه، انتقلت المدفعية اليابانية إلى أرض مفتوحة. ومن خلال ذلك، تمكنت من إطلاق 13,000 طلقة من أجل تعزيز الهجوم، لكن نيران المدفعية الأمريكية المضادة والفعالة دمرت العشرات من قطع المدفعية اليابانية. ما أدى إلى فشل الهجوم.
شن باكنر هجوماً أمريكياً آخراً في 11 مايو. تلاه عشرة أيام من القتال العنيف. في 13 مايو، استولت قوات فرقة المشاة 96 وكتيبة الدبابات 763 على تل كونيكال. المرتفع 476 قدماً (145 متراً) فوق سهل يونابارو الساحلي، كانت ميزته أنه المرتكز الشرقي للدفاعات اليابانية الرئيسية وكان يدافع عنه حوالي 1,000 ياباني. وفي الوقت نفسه، على الساحل المقابل، قاتلت الفرقتان الأولى والسادسة من مشاة البحرية في سبيل الاستيلاء على «تل شوغر لوف». عَرَضّ الاستيلاء على هذين الموقعين الرئيسيين، اليابانيين المتمركزين حول شوري على كلا الجانبين، للخطر. حيث كان باكنر يأمل في تطويق شوري واحتجاز قوة الدفاع اليابانية الرئيسية.
بحلول نهاية شهر مايو، أدت الأمطار الموسمية التي حولت التلال والطرق المتنازع عليها إلى مستنقعات أدت بدورها إلى تفاقم كلاً من الحالة التكتيكية والطبية. بدا التقدم البري شبيهاً بساحة المعارك في الحرب العالمية الأولى، حيث غاصت القوات في الوحل وكثيراً ما أعاقت الطرق الغارقة إخلاء الجرحى إلى مؤخرة الجيش. عاشت القوات في ميدان مخضب بمياه المطر، كان جزءاً منه مكباً للنفايات وجزءاً آخر تحول لمقبرة. فقد تعفنت الجثث اليابانية والأمريكية التي لم تدفن وغرقت في الوحل لتصبح مكوناً من ذلك الخليط الكريه. بحيث كان يمكن لأي شخص ينزلق على المنحدرات اللزجة أن يجد جيوبه وقد امتلئت باليرقات بسهولة في نهاية سيره.
في 29 مايو، أمر اللواء بيدرو ديل فالي، قائد فرقة مشاة البحرية الأولى، النقيب جوليان د. دوسنبري، السرية أ، الكتيبة الأولى، من فوج مشاة البحرية الخامس، بالاستيلاء على قلعة شوري. كان الاستيلاء على القلعة يمثل ضربة إستراتيجية ونفسية لليابانيين والذي اعُتبر بمثابة حدثاً هاماً في الحملة. مُنحّ ديل فالي وسام الخدمة المتميزة تقديراً لقيادته خلال المعركة وما تلاه من احتلال أوكيناوا وإعادة تنظيمها. في حين حصل النقيب دوسنبيري فيما بعد على وسام صليب البحرية تقديراً لأفعاله.
كانت قلعة شوري قد تعرضت للقصف بواسطة البارجة يو إس إس ميسيسيبي لمدة ثلاثة أيام قبل هذا التقدم. ونتيجة لذلك، انسحب الجيش الثاني والثلاثون جنوباً مما سهل مهمة مشاة البحرية للاستيلاء عليها. ومع ذلك، كانت القلعة خارج المنطقة المعينة لفرقة مشاة البحرية الأولى ولولا الجهود التي بذلتها قيادة ورئاسة أركان الفرقة 77 مشاة في منع الضربات الجوية والقصف المدفعي الأمريكي لأدى ذلك إلى حدوث العديد من الخسائر نتيجة نيران صديقة.
تراجع اليابانيون، بالرغم من ملاحقتهم بنيران المدفعية، بمهارة كبيرة خلال الليل بمساعدة العواصف الموسمية. حيث تمكن الجيش الثاني والثلاثون من نقل ما يقرب من 30,000 فرد إلى خط دفاعه الأخير في شبه جزيرة كيان، مما أدى في نهاية المطاف إلى أكبر مذبحة في أوكيناوا في المراحل الأخيرة من المعركة، بما في ذلك مقتل آلاف المدنيين. بالإضافة إلى ذلك، كان هناك 9,000 جندي من الجيش الإمبراطوري الياباني مدعومين بنحو 1,100 من الميليشيات، مع ما يقرب من 4,000 متحصن في المقر الرئيسي تحت الأرض على سفح التل المطل على قاعدة أوكيناوا البحرية في شبه جزيرة أوروكو، شرق المطار.
في 4 يونيو، شنت عناصر فرقة مشاة البحرية السادسة هجوماً برمائياً على شبه الجزيرة. انتحر 4,000 بحار ياباني، بما في ذلك الأدميرال مينورو أوتا، داخل الأنفاق المشيدة يدوياً بالمقر البحري تحت الأرض في 13 يونيو. وبحلول 17 يونيو، أُجبرّت شراذم جيش أوشيجيما الثاني والثلاثين الممزق على التراجع إلى جيب صغير في أقصى جنوب الجزيرة إلى الجنوب الشرقي من إتومان.
في 18 يونيو، قُتلّ الجنرال باكنر بنيران المدفعية اليابانية أثناء تفقده تقدم قواته من نقطة مراقبة أمامية. وحل محله روي جيجير. وعلى إثر توليه القيادة، أصبح جيجير جنرال البحرية الأمريكية الوحيد الذي تولى قيادة جيش ميداني للقوات البرية الأمريكية خلال معركة؛ وقد حل محله بعد خمسة أيام جوزيف ستيلويل. في 19 يونيو، كذلك قُتلّ الجنرال كلوديوس ميلر إيزلي، قائد الفرقة 96 مشاة التابعة للجيش الأمريكي، بنيران مدفع رشاش ياباني، أثناء تفقده لتقدم قواته في الجبهة.
انتهت آخر جيوب المقاومة اليابانية في 21 يونيو، على الرغم من استمرار اختباء بعض اليابانيين، بما في ذلك محافظ أوكيناوا المستقبلي، ماساهيدي أوتا. في حين انتحر أوشيجيما وتشو على طريقة السيبوكو في مقر قيادتهم في التل 89 في ساعات المعركة الأخيرة. كان العقيد ياهارا قد طلب من أوشيجيما الإذن له بالانتحار، لكن الجنرال رفض طلبه، قائلاً: «إذا مُت فلن يبقى أحد يعلم حقيقة ما دار في معركة أوكيناوا. غُض الطرف عن العار المؤقت لكن تحمله. هذا أمر من قائد جيشك». كان ياهارا أكبر ضابط رفيع المستوى ينجو من المعركة في الجزيرة وقد ألفّ لاحقاً كتاب بعنوان المعركة من أجل أوكيناوا. وفي 15 أغسطس 1945، قُتل الأدميرال ماتومي أوغاكي خلال غارة كاميكازي على جزيرة إهياجيما. وقد أقيمت مراسم الاستسلام الرسمية في 7 سبتمبر، بالقرب من مطار كادينا.

## الخسائر

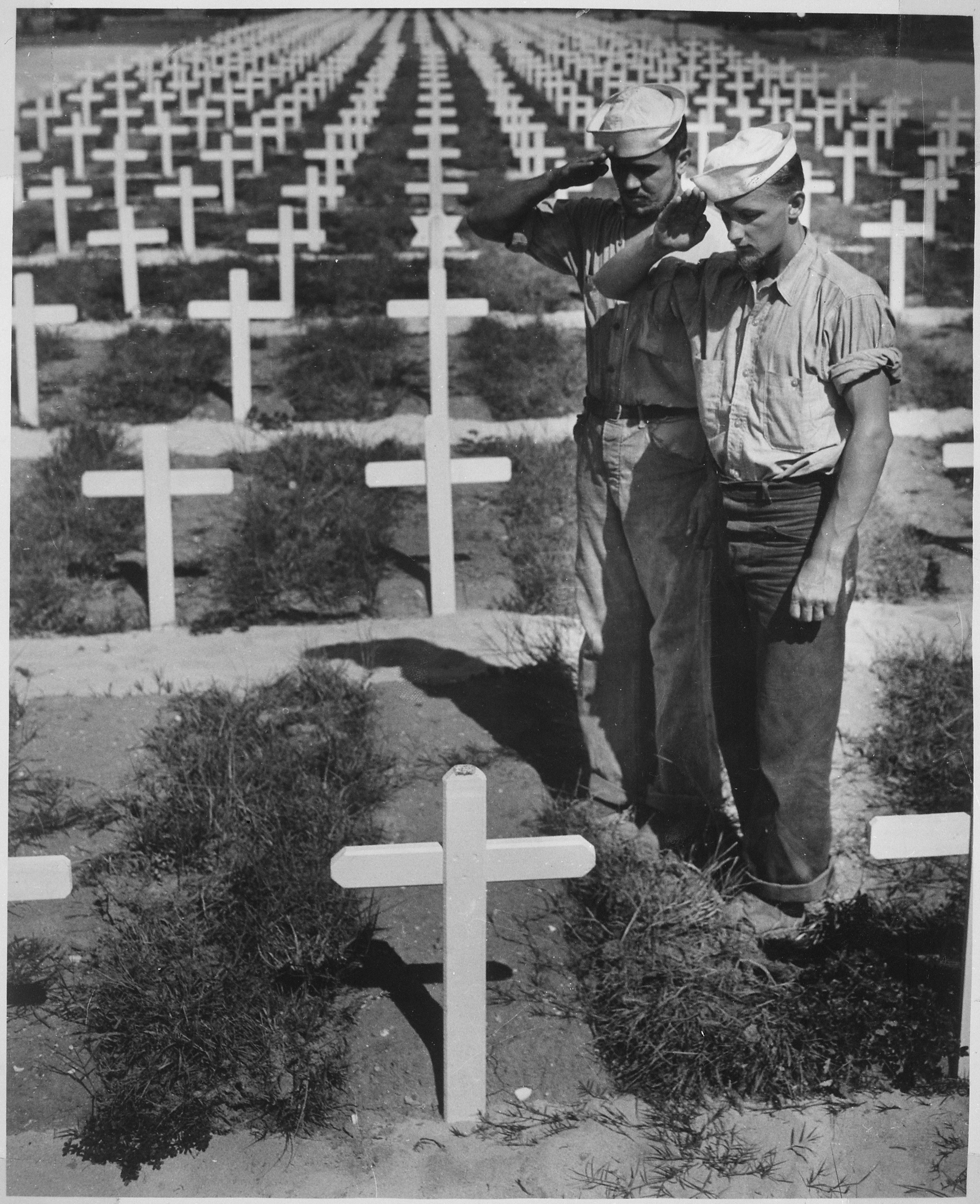
اثنان من حرس السواحل الأمريكي يؤديان التحية لرفاقهم الذين قتلوا على جزر ريوكيو.

كانت أوكيناوا أكثر معركة دموية في حرب المحيط الهادئ. توجد أكثر حصيلة وفيات كاملة خلال المعركة في نصب حجر الزاوية للسلام في متحف محافظة أوكيناوا التذكاري للسلام الذي يُدرج أسماء كل قتلى أوكيناوا خلال الحرب العالمية الثانية. واعتباراً من 2010، أدرج النصب التذكاري 240,931 اسماً، من ضمنهم 149,193 مدنياً من سكان أوكيناوا و77,166 من جنود الجيش الإمبراطوري الياباني و14,009 جندياً أمريكياً وعدد أقل من مواطني كوريا الجنوبية (365) والمملكة المتحدة (82) وكوريا الشمالية (82) وتايوان.
تتوافق الأرقام مع الوفيات المسجلة خلال معركة أوكيناوا ابتداءً من وقت الإنزال الأمريكي على جزر كيراما في 26 مارس 1945، إلى توقيع استسلام اليابان في 2 سبتمبر 1945، بالإضافة إلى جميع ضحايا أوكيناوا في حرب المحيط الهادئ طوال 15 سنة منذ الحادثة المنشورية، إلى جانب أولئك الذين لقوا حتفهم في أوكيناوا جراء أحداث متعلقة بالحرب في العام السابق للمعركة وفي العام التالي للاستسلام. وقد سُجلّ 234,183 اسماً بحلول موعد افتتاح النصب وكل عام تُضاف أسماء جديدة. صاغ الجيش الياباني أو وسمّ 40,000 من قتلى أوكيناوا المدنيين وغالباً ما احتسبوا من ضمن قتلى المعارك.

### الخسائر العسكرية

#### الخسائر الأمريكية

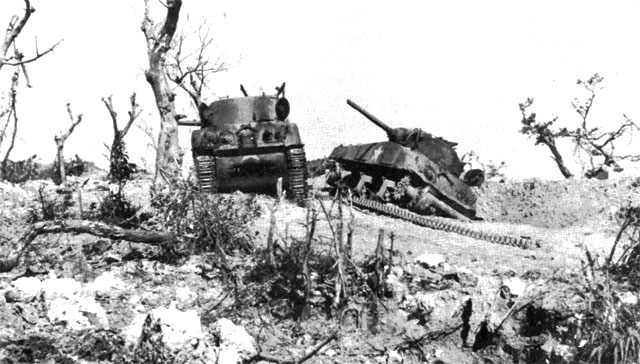
دباباتان أمريكيتان من طراز إم 4 شيرمان أعطبتهما المدفعية اليابانية عند بلادي ريدج، 20 أبريل 1945

بلغت الخسائر الأمريكية أكثر من 82,000، بما في ذلك الإصابات غير القتالية (النفسية، الجروح، الأمراض)، من ضمنها أكثر من 12,500 قتيل أو مفقود. بلغ عدد قتلى المعارك 4,907 من القوات البحرية و4,675 من القوات البرية و2,938 من جنود مشاة البحرية. لا يشمل هذا المجموع عدة آلاف من الجنود الذين توفوا بشكل غير مباشر (نتيجة جروح وأسباب أخرى) لاحقاً.
كان مقتل الفريق باكنر أكبر خسارة أمريكية معروفة، الذي توج قراره بمهاجمة الدفاعات اليابانية مباشرةً، بالنجاح في نهاية المطاف، على الرغم من التكلفة العالية في الأرواح الأمريكية. وقبيل أربعة أيام من ختام الحملة، قُتل باكنر بنيران المدفعية اليابانية التي أدت لتطاير شظايا قاتلة من الأجحار المرجانية اخترقت جسده وذلك أثناء تفقده قواته في خطوط المواجهة. واعُتبر أعلى رتبة أمريكية تقتل بنيران العدو خلال الحرب العالمية الثانية. وفي اليوم التالي لمقتل باكنر، قُتل العميد إيزلي بنيران مدفع رشاش ياباني. كما قُتل مراسل الحرب الشهير إرني بايل بنيران مدفع رشاش ياباني على جزيرة إيجيما وهي جزيرة صغيرة تقع قبالة شمال غرب أوكيناوا.

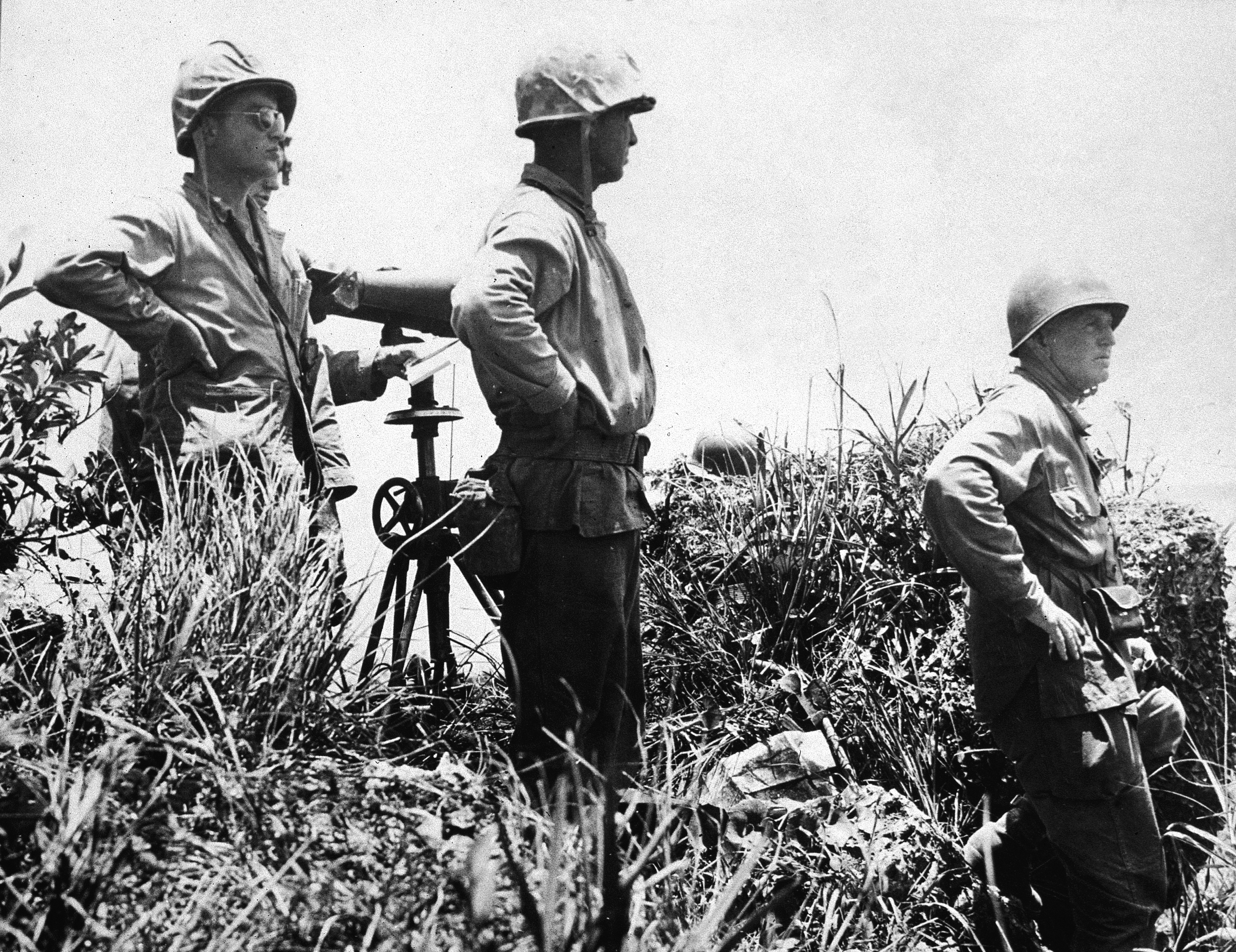
آخر صورة للفريق الأمريكي سيمون بوليفار باكنر الابن (يميناً)، اُلتُقطّت في 18 يونيو 1945. والذي قُتل لاحقاً في نفس اليوم بنيران المدفعية اليابانية.

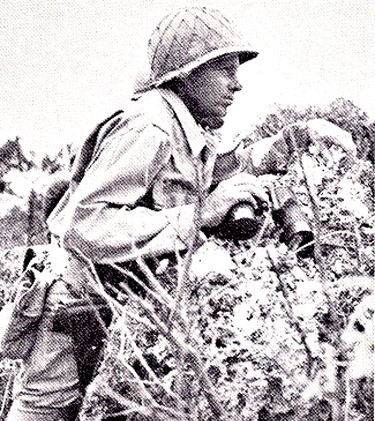
آخر صورة للعميد الأمريكي كلوديوس ميلر إيزلي، اُلتُقطّت في 19 يونيو 1945. قُتل لاحقاً بنيران مدفع رشاش ياباني.

كانت خسائر الطائرات خلال فترة ثلاثة أشهر 768 طائرة أمريكية، بما فيها تلك التي قصفت مطارات كيوشو التي ينطلق منها الكاميكازي. كانت الخسائر القتالية 458 طائرة و310 طائرة نتيجة حوادث فنية. وبالنسبة للقوة البحرية، تضررت 368 سفينة للحلفاء - بما في ذلك 120 سفينة برمائية - في حين غرقت 36 أخرى - بما في ذلك 15 سفينة برمائية و12 مدمرة - خلال حملة أوكيناوا. تجاوز عدد قتلى البحرية الأمريكية جرحاها، حيث قُتل 4,907 وجرح 4,874، نتيجة هجمات الكاميكازي بالأساس.
شملت الخسائر البشرية الأمريكية آلافاً من حالات الانهيار العصبي. وفقاً لما ذُكر في جريدة مشاة البحرية عن المعركة:
الجنود الأمريكيون الحاصلون على وسام الشرف في معركة أوكيناوا:
- بوفورد تي. أندرسون - 13 أبريل
- ريتشارد إي. بوش - 16 أبريل
- روبرت يوجين بوش - 2 مايو
- هنري ألكسيوس كورتني الابن - 14-15 مايو
- كلارنس بي. كرافت - 31 مايو
- جيمس إل. داي - 14-17 مايو
- ديزموند دوس - 29 أبريل - 21 مايو
- جون بي. فردي - 7 مايو
- ويليام أيه. فوستر - 2 مايو
- هارولد غونزالفز - 15 أبريل
- ويليام دي. هاليبورتون الابن - 10 مايو
- ديل إم. هانسن - 7 مايو
- لويس جيمس هاوغ الابن - 14 مايو
- إلبرت إل. كينسر - 4 مايو
- فريد إف. ليستر - 8 يونيو
- مارتن أو.ماي - 19 - 21 أبريل
- ريتشارد إم ماكول جونيور - 10-11 يونيو
- روبرت إم. ماكتوريوس الابن - 7 يونيو
- جون دبليو ميغير - 19 يونيو
- إدوارد جيه موسكالا - 9 أبريل
- جوزيف إي. مولر - 15-16 مايو
- أليخاندرو آر. رويز - 28 أبريل
- ألبرت شواب - 7 مايو
- سيمور دبليو تيري - 11 مايو

#### سفن الحلفاء المتضررة والغارقة قبالة أوكيناوا
يسرد الجدول التالي سفن الحلفاء البحرية التي تعرضت لأضرار أو غرقت في معركة أوكيناوا بين 19 مارس - 30 يوليو 1945. بإجمالي 147 سفينة معطوبة، خمسة منها تضررت بفعل الزوارق الانتحارية وخمسة أخرى ات بفعل الألغام. قدر أحد المصادر أن إجمالي الطلعات الجوية اليابانية خلال حملة أوكيناوا بأكملها تجاوزت 3,700 طلعة، شملت نسبة كبيرة من طياري الكاميكازي، وأن المهاجمين ألحقوا أضراراً بما يزيد قليلاً عن 200 سفينة للحلفاء، نتج عنها مقتل 4,900 من ضباط البحرية والبحارة ونحو 4,824 جريحاً أو مفقوداً. السفينة يو إس إس ثورتون غير مدرجة لأنها تعرضت للإعطاب نتيجة اصطدامها بسفينة أمريكية أخرى. السفن الظاهرة بخلفية وردية ورمز النجمة غرقت أو جرى خرقها بسبب أضرار لا يمكن إصلاحها. كانت أغلب السفن الغارقة عبارة عن سفن أصغر نسبياً؛ منها المدمرات التي بطول حوالي 300-450 قدم. كما غرقت بعض سفن الشحن الصغيرة وكان بعضها يحتوي على ذخائر اشتعلت فيها النيران. السفن التي يسبق أسمائها رمز الشباك "#"، بيعت للخردة أو خرجت من الخدمة نتيجة لإصابتها.
| سفن الحلفاء التي أغرقتها القوات اليابانية وأصابتها بأضرار صوب أوكيناوا، نتيجة هجمات الكاميكازي في المقام الأول، 19 مارس - 30 يوليو، 1945 |                                                            |                        | |        |        |
| التاريخ | اسم السفينة                                                | نوعها                  | السبب | القتلى | الجرحى |
| 19 مارس 1945 | يو إس إس فرانكلين                                          | حاملة طائرات           | هجوم جوي، اخترق 2550 رطلاً من القنابل سطح حظيرة الطائرات | 724    | 265    |
| 19 مارس 1945 | يو إس إس واسب                                              | حاملة طائرات           | هجوم جوي، اخترقت قنبلة مدرج الطيران وسطح حظيرة الطائرات | 101    | 269    |
| 20 مارس 1945 | يو إس إس هالسي بويل                                        | مدمرة                  | هجوم جوي وكاميكازي | 12     | 29     |
| 26 مارس 1945 | *يو إس إس هاليغان                                          | مدمرة                  | لغم، على بعد 3 أميال جنوب شرق ماي شيما، انفجر مخزنا الذخيرة الأمامين، كما انفجر القوس                                                                          | 153    | 39     |
| 26 مارس 1945 | يو إس إس كيمبرلي                                           | مدمرة                  | هجوم جوي وكاميكازي | 4      | 57     |
| 27 مارس 1945 | يو إس إس موراي                                             | مدمرة                  | هجوم جوي وقنبلة | 1      | 116    |
| 27 مارس 1945 | يو إس إس أوبراين                                           | مدمرة                  | هجوم جوي وكاميكازي بطائرة إيشي دي ثري إيه (فال) مع/إصابتها بقنبلة                                                                                              | 50     | 76     |
| 28 مارس 1945 | * يو إس إس سكاي لارك                                       | كاسحة ألغام صغيرة      | ألغام، أصابتها الألغام مرتين قبالة شواطئ هاغوشي، كانت الإصابة الأولى في منتصف السفينة                                                                          | 5      | 25     |
| 28 مارس 1945 | يو إس إس إل إس إم (آر)-188                                 | سفينة إنزال            | هجوم جوي بواسطة كاميكازي واحد | 15     | 32     |
| 29 مارس 1945 | يو إس إس وايندوت                                           | سفينة شحن هجومية       | لغم وربما قنبلة | 0      | 1      |
| 31 مارس 1945 | يو إس إس إنديانابوليس                                      | طراد                   | هجوم جوي، اخترقت قنبلة خزانات الوقود | 9      | 20     |
| 1 أبريل 1945 | يو إس إس أدامز                                             | مدمرة زارعة ألغام      | هجوم جوي وكاميكازي مع/إصابتها بقنابل في المؤخرة | 0      | 0      |
| 1 أبريل 1945 | يو إس إس ألباين                                            | ناقلة هجومية           | هجوم جوي وكاميكازي مع/إصابتها بقنبلة | 16     | 27     |
| 1 أبريل 1945 | يو إس إس هينسديل                                           | ناقلة هجومية           | هجوم جوي وكاميكازي مع/إصابة منطقة الغاطس بقنابل | 16     | 39     |
| 1 أبريل 1945 | #يو إس إس إل إس تي-884                                     | سفينة إنزال دبابات     | هجوم جوي وكاميكازي، خُرقّت في 6 مايو | 24     | 21     |
| 1 أبريل 1945 | إيتش إم إس أولستر                                          | مدمرة                  | هجوم جوي، أخفقت قنبلة قريبة في إصابتها، لكن لحقتها أضرار بالغة                                                                                                 | 2      | 1      |
| 2 أبريل 1945 | *يو إس إس ديكرسون                                          | مدمرة                  | هجوم جوي، أصاب كاميكازي بقاذفة كواساكي كي-45 (نيك) قمرة القيادة، قُطرّت المدمرة ثم خُرقّت                                                                          | 54     | 23     |
| 2 أبريل 1945 | يو إس إس غودهو                                             | ناقلة هجومية           | هجوم جوي وكاميكازي استهدف سطح الناقلة ومرق عبر الصاري الرئيسي ليضرب رافعة البضائع وأبراج المدفعية على جانبها                                                   | 24     | 119    |
| 2 أبريل 1945 | يو إس إس هنريكو                                            | ناقلة هجومية           | هجوم جوي وكاميكازي مع/إصابة القنابل للسطح | 49     | 125    |
| 2 أبريل 1945 | يو إس إس أكرنار                                            | سفينة شحن هجومية       | هجوم جوي وكاميكازي مع/إصابة القنابل لجهة الميمنة | 5      | 41     |
| 3 أبريل 1945 | يو إس إس ويك آيلاند                                        | حاملة مرافقة           | هجوم جوي وكاميكازي انفجرت طائرته تحت الغاطس | 0      | 0      |
| 3 أبريل 1945 | يو إس إس بريتشيت                                           | مدمرة                  | هجوم جوي وأصيبت بقنبلة زنة 500 رطل | 0      | 0      |
| 3 أبريل 1945 | يو إس إس فورمان                                            | مدمرة                  | هجوم جوي، اخترقت قنبلة أسفل المدمرة وانفجرت تحتها | 0      | 3      |
| 3 أبريل 1945 | يو إس إس إل إس تي-599                                      | سفينة إنزال دبابات     | هجوم جوي واختراق كاميكازي للسطح الرئيسي، ما أدى لحرائق | 0      | 21     |
| 3 أبريل 1945 | #يو إس إس إل إس تي-876                                     | مركبة إنزال دبابات     | هجوم جوي | 0      | 2      |
| 4 أبريل 1945 | *يو إس إس إل سي آي (جي)-82                                 | مركبة إنزال مشاة       | زورق انتحاري | 8      | 11     |
| 5 أبريل 1945 | يو إس إس نيفادا                                            | بارجة                  | هجوم جوي في 25 مارس وأصيبت بالمدفعية الساحلية في 5 أبريل | 2      | 16     |
| 6 أبريل 1945 | *يو إس إس بوش                                              | مدمرة                  | هجوم جوي، 3 ضربات للكاميكازي، اثنتان بين المدخنتين، فجرت غرفة المحرك الأمامية وشطرت المدمرة نصفين                                                              | 94     | 32     |
| 6 أبريل 1945 | *يو إس إس كالهون                                           | مدمرة                  | هجوم جوي، 4 ضربات للكاميكازي، فجرت القنابل غُرف الغلايات في المقدمة والمؤخرة عند الغاطس                                                                         | 35     | 21     |
| 6 أبريل 1945 | يو إس إس هوورث                                             | مدمرة                  | هجوم جوي، أصاب كاميكازي البنية الفوقية وأُخمدّت النيران | 9      | 14     |
| 6 أبريل 1945 | يو إس إس هايمان                                            | مدمرة                  | هجوم جوي، أصاب كاميكازي بطائرة ميتسوبيشي زيرو (هامب) أنابيب الطوربيد بين المداخن                                                                               | 10     | 40     |
| 6 أبريل 1945 | #يو إس إس ليوتز                                            | مدمرة                  | هجوم جوي وانفجرت طائرة كاميكازي فوق سطح المؤخرة، مما تسبب في غمر المدمرة بالمياه بشدة                                                                          | 7      | 34     |
| 6 أبريل 1945 | #يو إس إس موريس                                            | مدمرة                  | هجوم جوي وأصاب كاميكازي بطائرة ناكاجيما بي 5 إن (كيت) جهة الميسرة                                                                                              | 0      | 5      |
| 6 أبريل 1945 | يو إس إس مولاني                                            | مدمرة                  | هجوم جوي وأصاب كاميكازي قنابل العمق | 13     | 45     |
| 6 أبريل 1945 | #يو إس إس نيوكوم                                           | مدمرة                  | هجوم جوي والعديد من الكاميكازي | 40     | 24     |
| 6 أبريل 1945 | يو إس إس هاينزورث                                          | مدمرة                  | هجوم جوي وكاميكازي | 7      | 25     |
| 6 أبريل 1945 | #يو إس إس ويتر                                             | مدمرة مرافقة           | أصيبت بكاميكازي في غاطس الميمنة | 0      | 5      |
| 6 أبريل 1945 | يو إس إس فيبرلينج                                          | مدمرة                  | هجوم جوي وسقوط طائرة كاميكازي على مقربة | 6      | 6      |
| 6 أبريل 1945 | *يو إس إس إيمونز                                           | مدمرة كاسحة للألغام    | هجوم جوي وخمس ضربات للكاميكازي، خُرقّت في 7 أبريل | 64     | 71     |
| 6 أبريل 1945 | *يو إس إس رودمان                                           | مدمرة كاسحة للألغام    | هجوم جوي وأربع ضربات للكاميكازي | 16     | 20     |
| 6 أبريل 1945 | يو إس إس ديفينس                                            | كاسحة ألغام صغيرة      | هجوم جوي وضربتان من الكاميكازي | 0      | 9      |
| 6 أبريل 1945 | *يو إس إس إل تي سي-447                                     | سفينة إنزال            | هجوم جوي وسقطت طائرة كاميكازي بالقرب من فوق الغاطس، كما انفجرت قنبلة أصابتها                                                                                   | 5      | 17     |
| 6 أبريل 1945 | *إس إس هوبس فيكتوري                                        | سفينة شحن صغيرة        | هجوم جوي، أصاب كاميكازي إحدى نوافذ السفينة، اشتعلت النيران في الذخيرة                                                                                          | 15     | 3      |
| 6 أبريل 1945 | * إس إس لوغان فيكتوري                                      | سفينة شحن صغيرة        | هجوم جوي، أصاب كاميكازي البنية الفوقية، اشتعلت النيران في الذخيرة                                                                                              | 16     | 11     |
| 7 أبريل 1945 | يو إس إس هانكوك                                            | حاملة طائرات           | هجوم جوي، ضربتها طائرة كاميكازي متدحرجة | 72     | 82     |
| 7 أبريل 1945 | يو إس إس مايلاند                                           | بارجة                  | هجوم جوي، ضرب كاميكازي جهة الميمنة | 16     | 37     |
| 7 أبريل 1945 | يو إس إس بينيت                                             | مدمرة                  | هجوم جوي، اصطدم كاميكازي بغرفة المحرك | 3      | 18     |
| 7 أبريل 1945 | يو إس إس ويسون                                             | مدمرة                  | هجوم جوي، ضرب كاميكازي جهة الميمنة | 8      | 23     |
| 7 أبريل 1945 | *يو إس إس پي جي إم-18                                      | زورق حربي صغير         | لغم، انفجار قوي | 14     | 14     |
| 7 أبريل 1945 | *واي إم إس-103                                             | كاسحة ألغام صغيرة      | ألغام، أصابها لغمان، نسفا قوسها ومقدمتها خلال إنقاذ الزورق پي جي إم-18                                                                                         | 5      | 0      |
| 8 أبريل 1945 | يو إس إس غريغوري                                           | مدمرة                  | هجوم جوي، ضرب كاميكازي جهة الميسرة وسط السفن بالقرب من الغاطس                                                                                                  | 0      | 2      |
| 8 أبريل 1945 | يو إس إس واي إم إس-92                                      | كاسحة ألغام صغيرة      | هجوم جوي | 0      | 0      |
| 9 أبريل 1945 | يو إس إس تشارلز جيه. بادجر                                 | مدمرة                  | زورق انتحاري ألقى قنبلة أعماق أو لغم | 0      | 0      |
| 9 أبريل 1945 | يو إس إس ستريت                                             | مدمرة                  | هجوم جوي، ضرب كاميكازي جهة الميمنة عند الغاطس | 0      | 9      |
| 9 أبريل 1945 | يو إس إس هوبينغ                                            | مدمرة ناقلة            | مدفعية ساحلية، أصابتها بأضرار قبالة خليج باكنر | 2      | 18     |
| 11 أبريل 1945 | يو إس إس كيد                                               | مدمرة                  | هجوم جوي وكاميكازي | 38     | 55     |
| 12 أبريل 1945 | يو إس إس تينيسي                                            | بارجة                  | هجوم جوي، اصطدم كاميكازي ببرج الإشارة | 25     | 104    |
| 12 أبريل 1945 | *يو إس إس مانرت إل. أبل                                    | مدمرة                  | هجوم جوي وكاميكازي | 79     | 35     |
| 12 أبريل 1945 | يو إس إس بوردي                                             | مدمرة                  | هجوم جوي، انزلقت قنبلة كاميكازي مُلقاة بداخلها | 13     | 27     |
| 12 أبريل 1945 | يو إس إس كاسين يونغ                                        | مدمرة                  | هجوم جوي، اصطدم كاميكازي بالصاري الأمامي | 1      | 59     |
| 12 أبريل 1945 | يو إس إس زيلارس                                            | مدمرة                  | هجوم جوي، تحطمت طائرة كاميكازي في الميسرة، انفجار قنبلة | 29     | 37     |
| 12 أبريل 1945 | يو إس إس رال                                               | مدمرة                  | هجوم جوي، ضرب كاميكازي ميمنة المؤخرة، انفجار قنبلة | 21     | 38     |
| 12 أبريل 1945 | يو إس إس وايت هرست                                         | مدمرة مرافقة           | هجوم جوي وكاميكازي مع/انفجار قنبلة في مقصورة القيادة | 37     | 37     |
| 12 أبريل 1945 | يو إس إس ليندسي                                            | مدمرة زارعة ألغام      | هجوم جوي، ضربتان للكاميكازي بطائرة (فال) | 56     | 51     |
| 12 أبريل 1945 | يو إس إس إل إم إس (آر)-189                                 | سفينة إنزال            | هجوم جوي وكاميكازي | 0      | 4      |
| 12 أبريل 1945 | *يو إس إس إل سي إس (إل)-33                                 | مركبة إنزال            | هجوم جوي واصطدام كاميكازي بطائرة (فال) في وسط السفينة | 4      | 29     |
| 12 أبريل 1945 | يو إس إس إل سي إس (إل)-57                                  | مركبة إنزال            | هجوم جوي، ثلاث ضربات للكاميكازي | 2      | 6      |
| 14 أبريل 1945 | يو إس إس سيغسبي                                            | مدمرة                  | هجوم جوي وكاميكازي دمر محرك الميسرة | 4      | 74     |
| 16 أبريل 1945 | يو إس إس إنتربيد                                           | حاملة طائرات           | هجوم جوي، ضرب كاميكازي سطح المدمرة، أُخمدّت الحرائق | 10     | 87     |
| 16 أبريل 1945 | يو إس إس بريانت                                            | مدمرة                  | هجوم جوي، ضرب كاميكازي الجسر، مع وقوع انفجار | 34     | 33     |
| 16 أبريل 1945 | يو إس إس لافي                                              | مدمرة                  | هجوم جوي، عدة ضربات للكاميكازي | 31     | 72     |
| 16 أبريل 1945 | *يو إس إس برينغل                                           | مدمرة                  | هجوم جوي، ضرب كاميكازي بطائرة (فال) المدخنة رقم 1 في المؤخرة، وقع انفجار أدى لانشطار المدمرة نصفين                                                             | 65     | 110    |
| 16 أبريل 1945 | يو إس إس باورز                                             | مدمرة مرافقة           | هجوم جوي، ضرب كاميكازي الجسر، أصابت قنبلة مقصورة القيادة | 48     | 56     |
| 16 أبريل 1945 | #يو إس إس هاردينغ                                          | مدمرة كاسحة للألغام    | هجوم جوي، ضرب كاميكازي جانب المدمرة بالقرب من الجسر | 22     | 10     |
| 16 أبريل 1945 | يو إس إس هوبسون                                            | مدمرة كاسحة للألغام    | هجوم جوي، حادت عنها قنبلة كاميكازي قريبة | 4      | 8      |
| 16 أبريل 1945 | يو إس إس إل سي إس (إل)-116                                 | مركبة إنزال            | هجوم جوي، أصاب كاميكازي برج مدفع الخلفية | 12     | 12     |
| 18 أبريل 1945 | يو إس إس إل إس إم-28                                       | سفينة إنزال            | هجوم جوي | 0      | 0      |
| 22 أبريل 1945 | يو إس إس إيشيروود                                          | مدمرة                  | هجوم جوي، كاميكازي مع/قنبلة حطما برج مدفع | 42     | 41     |
| 22 أبريل 1945 | *يو إس إس سوالو                                            | كاسحة ألغام صغيرة      | هجوم جوي، مع إصابتها بضربة كاميكازي قوية أدت لغمرها بالمياه وغرقت خلال 3 دقائق                                                                                 | 2      | 9      |
| 22 أبريل 1945 | يو إس إس إل سي إس (إل)-15                                  | مركبة إنزال            | هجوم جوي | 15     | 11     |
| 27 أبريل 1945 | #يو إس إس هتشينز                                           | مدمرة                  | انفجار زورق انتحاري على مقربة | 0      | 0      |
| 27 أبريل 1945 | #يو إس إس راثبورن                                          | مدمرة                  | هجوم جوي، ضرب كاميكازي الغاطس جهة ميسرة القوس | 0      | 0      |
| 27 أبريل 1945 | *إس إس كندا فيكتوري                                        | سفينة شحن صغيرة        | هجوم جوي، ضرب كاميكازي المؤخرة، أشتعلت الذخيرة وغرقت السفينة خلال 10 دقائق                                                                                     | 12     | 27     |
| 28 أبريل 1945 | يو إس إس بينكني                                            | مدمرة                  | هجوم جوي، أصاب كاميكازي خلفية البنية الفوقية وأشعل الذخيرة | 35     | 12     |
| 28 أبريل 1945 | يو إس إس كمفورت                                            | سفينة طبية             | هجوم جوي، اخترقت طائرة كاميكازي 3 طوابق حتى غرفة الجراحة | 30     | 48     |
| 29 أبريل 1945 | #يو إس إس هغارد                                            | مدمرة                  | هجوم جوي، خرق كاميكازي بدن السفينة وفجر غرفة المحرك | 11     | 40     |
| 29 أبريل 1945 | يو إس إس هازيل وود                                         | مدمرة                  | هجوم جوي، ضرب كاميكازي بطائرة ميتسوبيشي زيرو جسر الميسرة | 46     | 26     |
| 29 أبريل 1945 | #يو إس إس إل سي إس (إل)-37                                 | مركبة إنزال            | زورق انتحاري | 0      | 4      |
| 30 أبريل 1945 | يو إس إس تيرور                                             | زارعة ألغام            | هجوم جوي، انفجرت طائرة كاميكازي عبر سطح السفينة الرئيسي | 48     | 123    |
| 3 مايو 1945 | *يو إس إس ليتل                                             | مدمرة                  | هجوم جوي، 5 ضربات للكاميكازي | 30     | 79     |
| 3 مايو 1945 | #يو إس إس أرون وارد                                        | مدمرة زارعة ألغام      | هجوم جوي و3 ضربات للكاميكازي وشظايا قنبلة | 45     | 49     |
| 3 مايو 1945 | يو إس إس ماكومب                                            | مدمرة زارعة ألغام      | هجوم جوي وكاميكازي | 7      | 14     |
| 3 مايو 1945 | *يو إس إس إل إس إم (آر)-195                                | سفينة إنزال            | هجوم جوي، اصطدم كاميكازي بالصواريخ المنصوبة على السفينة التي غرقت                                                                                              | 8      | 16     |
| 4 مايو 1945 | يو إس إس هوبكنز                                            | مدمرة كاسحة ألغام      | هجوم جوي، ضربة خاطفة بواسطة طائرة كاميكازي محترقة | 0      | 1      |
| 4 مايو 1945 | #يو إس إس سانغامون                                         | حاملة طائرات مرافقة    | هجوم جوي، انفجرت طائرة كاميكازي وقنبلة في مدرج الطيران | 46     | 116    |
| 4 مايو 1945 | يو إس إس برمنغهام                                          | طراد خفيف              | هجوم جوي، ضرب كاميكازي المقدمة | 51     | 81     |
| 4 مايو 1945 | يو إس إس إنغرهام                                           | مدمرة                  | هجوم جوي، اصطدم كاميكازي بجهة الميسرة فوق الغاطس، انفجرت قنبلة                                                                                                 | 14     | 37     |
| 4 مايو 1945 | *يو إس إس لوس                                              | مدمرة                  | هجوم جوي، أصابتها قنبلة من أول كاميكازي، كاميكازي ثانٍ ضرب المؤخرة                                                                                              | 149    | 94     |
| 4 مايو 1945 | *يو إس إس موريسون                                          | مدمرة                  | هجوم جوي، أول كاميكازي ضرب الجسر، ثم أصابها 3 آخرين | 159    | 102    |
| 4 مايو 1945 | يو إس إس شيا                                               | مدمرة                  | هجوم جوي ضربت طائرة كاميكازي من طراز أوهكا جسر الميمنة | 27     | 91     |
| 4 مايو 1945 | يو إس إس كارينا                                            | سفينة شحن              | تسبب اصطدام زورق انتحاري بها في حدوث انفجار | 0      | 6      |
| 4 مايو 1945 | *يو إس إس إل إس إم (آر)-190                                | سفينة إنزال            | هجوم جوي، فجر كاميكازي صواريخها المنصوبة | 13     | 18     |
| 4 مايو 1945 | *يو إس إس إل إس إم (آر)-194                                | سفينة إنزال            | هجوم جوي | 13     | 23     |
| 9 مايو 1945 | #يو إس إس إنغلاند                                          | مدمرة                  | هجوم جوي وكاميكازي بقاذفة قنابل انقضاضية | 35     | 27     |
| 9 مايو 1945 | #يو إس إس أوبرندر                                          | مدمرة مرافقة           | هجوم جوي، ضرب كاميكازي برج مدفع الميمنة ، انفجرت قنبلة عبر سطح السفينة الرئيسي                                                                                 | 8      | 53     |
| 11 مايو 1945 | يو إس إس بنكر هيل                                          | حاملة طائرات           | هجوم جوي، 3 ضربات كاميكازي مع إصابتها بالقنابل على مدرج الطيران                                                                                                | 396    | 264    |
| 11 مايو 1945 | #يو إس إس هو دبليو. هادلي                                  | مدمرة                  | هجوم جوي، قنبلة أصابت المؤخرة، أصيبت بطائرة كاميكازي طراز أوهكا و2 كاميكازي آخران ضرباها                                                                       | 28     | 67     |
| 11 مايو 1945 | #يو إس إس إيفانز                                           | مدمرة                  | هجوم جوي، ضربها 4 كاميكازي، أُخمدّت الحرائق | 30     | 29     |
| 11 مايو 1945 | يو إس إس إل سي إس (إل)-88                                  | مركبة إنزال            | هجوم جوي | 7      | 9      |
| 13 مايو 1945 | يو إس إس إنتربرايز                                         | حاملة طائرات سريعة     | هجوم جوي، 2 كاميكازي، أصابا الميسرة وأسفل قوس الميمنة | 13     | 68     |
| 13 مايو 1945 | يو إس إس باش                                               | مدمرة                  | هجوم جوي، ضربها كاميكازي مع انفجار قنبلة وسط السفينة فوق السطح الرئيسي                                                                                         | 41     | 32     |
| 13 مايو 1945 | يو إس إس برايت                                             | مدمرة مرافقة           | هجوم جوي، كاميكازي بطائرة ميتسوبيشي زيرو نهاية المؤخرة، مع انفجار القنبلة                                                                                      | 0      | 2      |
| 17 مايو 1945 | يو إس إس دوغلاس إتش. فوكس                                  | مدمرة                  | ضربتا كاميكازي، واحدة في أبراج المدافع الأمامية، وواحدة في نهاية المؤخرة                                                                                       | 9      | 35     |
| 18 مايو 1945 | *يو إس إس لونغ شو                                          | مدمرة                  | أصابتها المدفعية الساحلية بأربع ضربات أشعلت الذخيرة، انفجرت من القوس إلى الجسر                                                                                 | 86     | 97     |
| 18 مايو 1945 | *يو إس إس إل إس تي-808                                     | سفينة إنزال دبابات     | هجوم جوي | 11     | 11     |
| 20 مايو 1945 | #يو إس إس تشيس                                             | مدمرة مرافقة           | هجوم جوي، انزلق حطام متناثر لطائرة كاميكازي فيها، تسببت القنابل في خرق بدنها، مع/غمرها بالماء                                                                  | 0      | 35     |
| 20 مايو 1945 | #يو إس إس تاتشر                                            | مدمرة                  | هجوم جوي، ضرب كاميكازي بطائرة ناكاجيما كي 43 (أوسكار) مؤخرة الجسر، مسبباً خرقاً كبيراً                                                                            | 14     | 53     |
| 20 مايو 1945 | #يو إس إس جون سي. بوتلر                                    | مدمرة مرافقة           | هجوم جوي، ضرب كاميكازي الصاري والهوائيات | 0      | 0      |
| 25 مايو 1945 | يو إس إس ستورمز                                            | مدمرة                  | هجوم جوي، تحطم الطوربيد الخلفي، سببت قنبلة خرقاً كبيراً وغمرت المياه المؤخرة                                                                                     | 21     | 6      |
| 25 مايو 1945 | يو إس إس أونيل                                             | مدمرة مرافقة           | هجوم جوي وكاميكازي | 0      | 16     |
| 25 مايو 1945 | يو إس إس بوتلر                                             | مدمرة كاسحة ألغام      | هجوم جوي، انفجرت قنابل كاميكازي تحت العارضة | 0      | 15     |
| 25 مايو 1945 | #يو إس إس سبيكتابل                                         | كاسحة ألغام صغيرة      | هجوم جوي، حطمّ كاميكازي برج مدفع الميسرة مما تسبب في اندلاع حرائق                                                                                               | 29     | 6      |
| 25 مايو 1945 | *يو إس إس باري                                             | مدمرة ناقلة            | هجوم جوي، تحطمت طائرة كاميكازي بقوة بجانب الميمنة، مما تسبب في حرائق ومغادرة السفينة                                                                           | 0      | 30     |
| 25 مايو 1945 | *يو إس إس بيتس                                             | مدمرة                  | هجوم جوي، ضربتا كاميكازي، اندلاع حرائق، هُجرت، قُطرّت، غرقّت لاحقاً                                                                                                 | 21     | 35     |
| 25 مايو 1945 | يو إس إس روبر                                              | مدمرة                  | هجوم جوي، ضربها كاميكازي قبالة هاناغوشي، أوكيناوا | 1      | 10     |
| 25 مايو 1945 | *يو إس إس إل إس إم-135                                     | سفينة إنزال            | هجوم جوي، تسبب كاميكازي باندلاع حرائق، جنحّت السفينة على الشاطئ، ثم هُجرّت                                                                                        | 11     | 10     |
| 25 مايو 1945 | إس إس وليام بي. أليسون، المعروفة أيضاً باسم (يو إس إس إنكا) | سفينة شحن، سفينة حرية  | هجوم جوي، أصابها طوربيد جوي قبالة ناكاغوسوكو وان | 8      | 2      |
| 27 مايو 1945 | يو إس إس برين                                              | مدمرة                  | هجوم جوي، ضربتا كاميكازي، الأولى أصابت الجسر، الثانية ضربت وسط السفينة                                                                                         | 66     | 78     |
| 27 مايو 1945 | #يو إس إس فوريست                                           | مدمرة كاسحة ألغام      | هجوم جوي، تحطمت طائرة كاميكازي في غاطس الميمنة | 5      | 13     |
| 27 مايو 1945 | يو إس إس ريدنور                                            | ناقلة                  | هجوم جوي، ضربتا كاميكازي، ضنعت إحداها فتحة بقطر 10 أقدام في السطح الرئيسي                                                                                      | 3      | 13     |
| 27 مايو 1945 | يو إس إس لوي                                               | مدمرة مرافقة           | هجوم جوي، تحطمت طائرة كاميكازي على مقربة وتناثرت شظاياها | 3      | 15     |
| 27 مايو 1945 | إل سي إس (إل)-119                                          | مركبة إنزال            | هجوم جوي | 12     | 6      |
| 28 مايو 1945 | *يو إس إس دريكسلر                                          | مدمرة مرافقة           | هجوم جوي، ضربتا كاميكازي، ضربت طائرة الكاميكازي الأولى طراز يوكوسوكا پي 1 واي (فرانسيس) ظهر المدمرة، وضربت الثانية طراز (فرانسيس) مع/سقوط قنابل البنية الفوقية | 158    | 51     |
| 28 مايو 1945 | يو إس إس ساندوفال                                          | ناقلة هجومية           | هجوم جوي وضرب كاميكازي ميسرة غرفة القيادة | 8      | 26     |
| 29 مايو 1945 | يو إس إس شوبريك                                            | مدمرة                  | هجوم جوي، أصابت قنبلة كاميكازي الميمنة وتسبب في حدوث خرق وانفجار قنابل الأعماق                                                                                 | 32     | 28     |
| 3 يونيو 1945 | #يو إس إس إل سي آي (إل)-90                                 | مركبة إنزال مشاة       | هجوم جوي وكاميكازي | 1      | 7      |
| 6 يونيو 1945 | #يو إس إس جيه. وليام ديتر                                  | مدمرة زارعة ألغام      | هجوم جوي، ضربتا كاميكازي، ضربة أولى خاطفة، أصابت الثانية الميمنة بالقرب من السطح الرئيسي                                                                       | 10     | 27     |
| 6 يونيو 1945 | يو إس إس هاري إف. باور                                     | مدمرة زارعة ألغام      | هجوم جوي، ضرب كاميكازي البنية الفوقية للسطح | 0      | 0      |
| 10 يونيو 1945 | *يو إس إس ويليام دي. بورتر                                 | مدمرة                  | هجوم جوي، انفجرت قنبلة متدحرجة لطائرة كاميكازي طراز (فال) على مقربة من الغاطس                                                                                  | 0      | 61     |
| 11 يونيو 1945 | يو إس إس إل سي إس (إل)-122                                 | مركبة إنزال            | ضرب هجوم جوي لكاميكازي قاعدة برج القيادة، تسببت شظايا قنبلة في اندلاع حرائق                                                                                    | 11     | 29     |
| 16 يونيو 1945 | *يو إس إس تويغز                                            | مدمرة                  | هجوم جوي، انفجرت طائرة كاميكازي متدحرجة وقنبلة في بدن السفينة، بجانب أضرار في الهيكل                                                                           | 126    | 34     |
| 21 يونيو 1945 | يو إس إس هالوران                                           | مدمرة مرافقة           | هجوم جوي، أُصيبت بقنبلة كاميكازي متدحرجة | 3      | 24     |
| 21 يونيو 1945 | يو إس إس كيرتس                                             | سفينة دعم طائرات مائية | هجوم جوي وكاميكازي وقنابل تسببت في إحداث خرقين في بدن السفينة وانفجارها                                                                                        | 41     | 28     |
| 21 يونيو 1945 | *يو إس إس إل إس إم-59                                      | سفينة إنزال            | هجوم جوي، ضربتها طائرة كاميكازي أثناء قطرها يو إس إس باري، غرقت في 4 دقائق                                                                                     | 2      | 8      |
| 22 يونيو 1945 | يو إس إس إل إس تي-213                                      | سفينة إنزال            | هجوم جوي، ضربتها طائرة كاميكازي قبالة كيمو وان، تسببت في أضرار ببدن السفينة                                                                                    | 3      | 10     |
| 22 يونيو 1945 | يو إس إس إل إس تي-534                                      | سفينة إنزال دبابات     | هجوم جوي، أثناء تفريغ حمولتها على ناغاغوسوكو وان، اصطدم الكاميكازي بأبواب مقدمة السفينة وظهر دبابة                                                             | 3      | 35     |
| 29 يوليو 1945 | *يو إس إس كالاغان                                          | مدمرة                  | هجوم جوي، أصابتها طائرة كاميكازي ثنائية السطح، انفجرت قنبلتها في غرفة المحرك في المؤخرة، وغرقت المدمرة                                                         | 47     | 73     |
| 30 يوليو 1945 | يو إس إس كاسين يونغ                                        | مدمرة                  | هجوم جوي، أصابتها طائرة كاميكازي في المقدمة وقد أصيبت سابقاً في 12 أبريل                                                                                        | 22     | 45     |

#### الخسائر اليابانية
قَدَرَ الجيش الأمريكي أن 110,071 جندي ياباني لقوا حنفهم خلال المعركة. يشمل هذا المجموع المدنيين المُجندين في أوكيناوا.

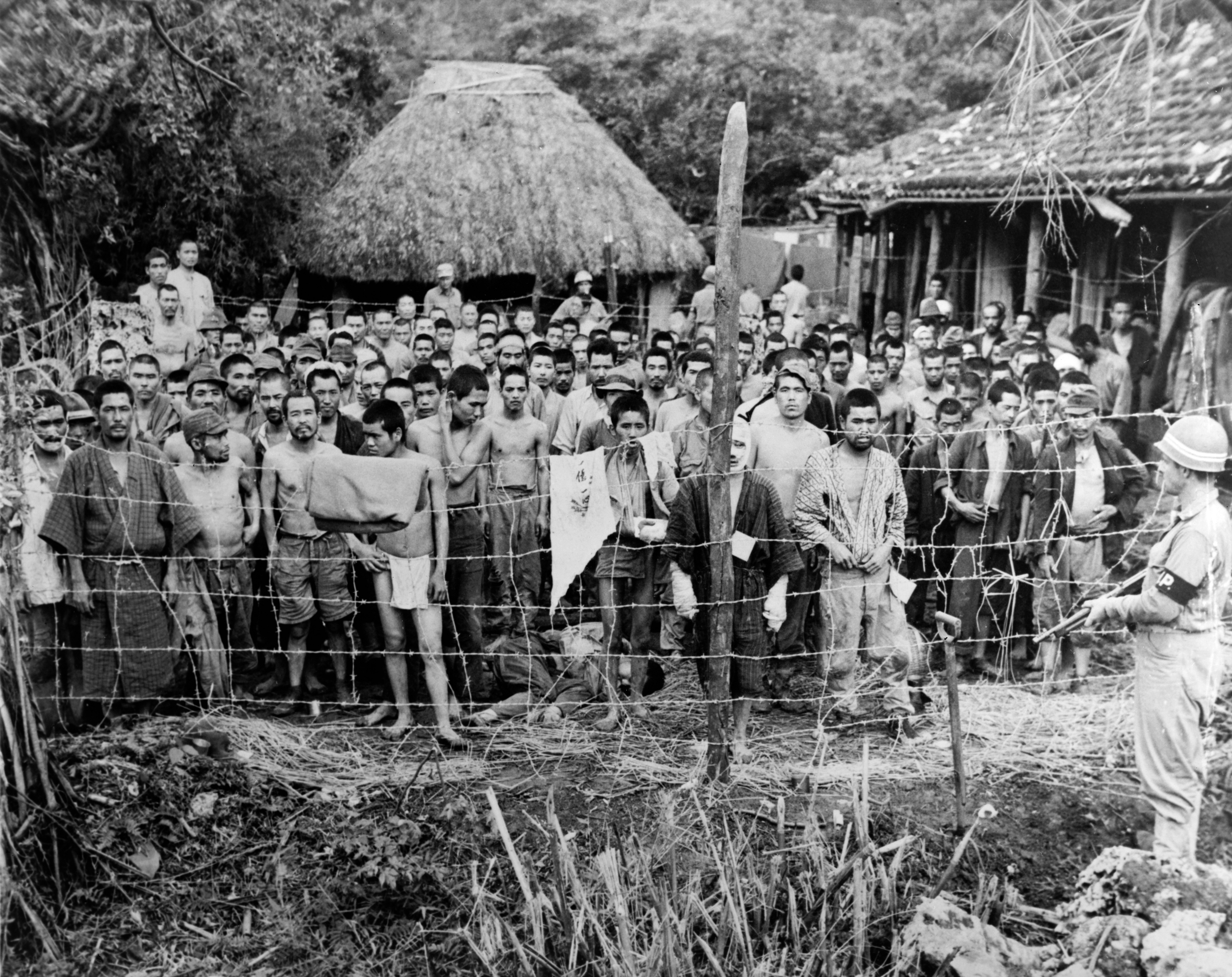
مجموعة من السجناء اليابانيين محتجزين في جزيرة أوكوكو، يونيو 1945

استسلم ما مجموعه 7,401 جندياً نظامياً يابانياً و3,400 مجنداً في أوكيناوا أو أُسروا خلال المعركة. أُسر المزيد من اليابانيين ومتمردي أوكيناوا أو استسلموا خلال الأشهر القليلة التالية، ليصل المجموع إلى 16,346. كانت هذه هي المعركة الأولى خلال حرب المحيط الهادئ التي يستسلم أو يؤسر فيها آلافاً من الجنود اليابانيين. كان العديد من الأسرى من سكان أوكيناوا الأصليين الذين أُجبروا على الخدمة العسكرية قبل وقت قصير من المعركة وكانوا أقل تشبعاً بعقيدة الجيش الإمبراطوري الياباني الرافضة للاستسلام. عندما احتلت القوات الأمريكية الجزيرة، ارتدى العديد من الجنود اليابانيين ملابس سكان أوكيناوا لتجنب الوقوع في الأسر وقد جاء بعض سكان أوكيناوا لمساعدة الأمريكيين من خلال عرض تحديد هوية اليابانيين الأصليين.
خسر اليابانيون 16 سفينة قتالية، بما في ذلك البارجة الحربية ياماتو. كَشَفَ فحص السجلات اليابانية بعد الحرب أن خسائر الطائرات اليابانية في أوكيناوا كانت أقل بكثير من التقديرات الأمريكية المُكررة للحملة. فقد كان عدد الطائرات التقليدية وطائرات الكاميكازي التي خُسرت بالفعل أو أُستُهلكّت في الأسطول الجوي الثالث والخامس والعاشر، بالإضافة إلى حوالي 500 طائرة خسرها أو استهلكها الجيش الإمبراطوري في أوكيناوا، يبلغ تقريباً 1,430 طائرة. على نحو آخر دَمَرَ الحلفاء 27 دبابة يابانية و743 قطعة مدفعية (بما في ذلك مدافع الهاون والمدافع المضادة للدبابات والمضادة للطائرات) والتي دُمرّ بعضها بسبب القصف البحري والجوي، لكن أغلبها دُمرّ بفعل نيران بطاريات المدافع الأمريكية المضادة.

### الخسائر المدنية وعمليات الانتحار والأعمال الوحشية

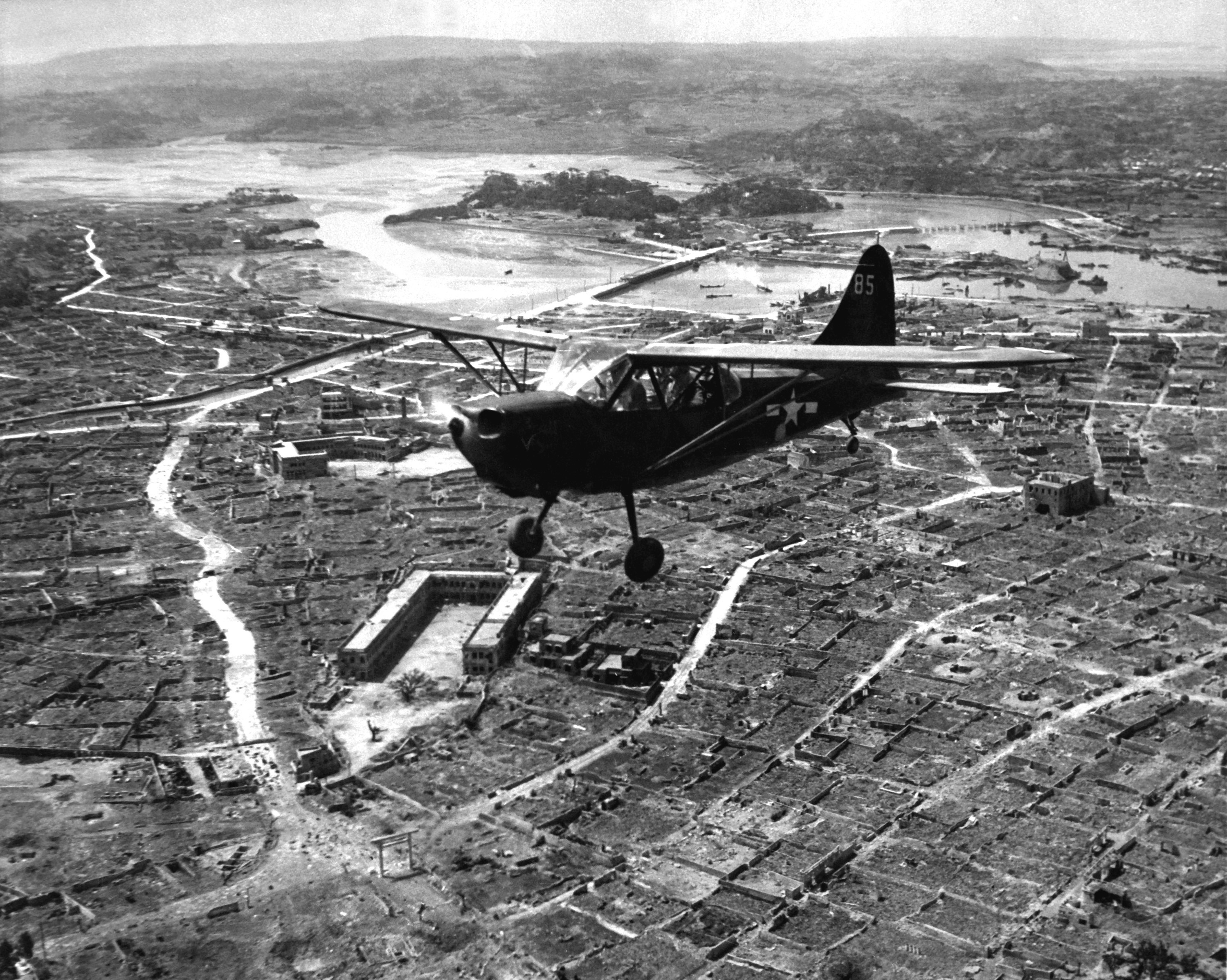
طائرة مراقبة طراز ستينسون سينتينل تابعة لسلاح مشاة البحرية الأمريكية تحلق فوق ناها عاصمة أوكيناو المدمرة في مايو 1945

كانت بعض الجزر الأخرى التي شهدت معارك كبرى في الحرب العالمية الثانية، مثل آيوو جيما، غير مأهولة أو أُجليّ سكانها. في المقابل، كان هناك عدداً كبيراً من السكان المدنيين الأصليين في أوكيناوا. قَدَرَت سجلات الجيش الأمريكي في مرحلة التخطيط للعملية أن أوكيناوا تعتبر موطناً لحوالي 300.000 مدني. ووفقاً لتقديرات مختلفة، مات ما بين عُشرهم وثلثهم أثناء المعركة، أو ما بين 30.000 إلى 100.000 شخص. كان العدد الرسمي للجيش العاشر الأمريكي عن الحملة التي استمرت 82 يوماً ما مجموعه 142.058 من جثث العدو المستخرجة (بما في ذلك جثث المدنيين الذين أكرههم الجيش الإمبراطوري الياباني على الخدمة العسكرية)، مع استثناء حوالي 42.000 من المدنيين غير المجندين الذين قُتلوا خلال تبادل النيران. أما تقدير محافظة أوكيناوا فيتجاوز 100.000 قتيل.
خلال المعركة، وجدت القوات الأمريكية صعوبة في تمييز المدنيين عن الجنود. وكان من الشائع إطلاق النار على منازل سكان أوكيناوا، كما كتب أحد جنود المشاة:
كان هناك بعض النيران المضادة من عدد قليل من المنازل، لكن المنازل الأخرى كان يسكنها مدنيون على الأرجح - ولم نكن نكترث. إنه لمن الفظاعة عدم التمييز ما بين العدو والنساء والأطفال. تميز الأمريكيون برحمتهم الواسعة دائماً، خاصةً تجاه الأطفال. أما الآن صرنا نطلق النار دون تمييز.

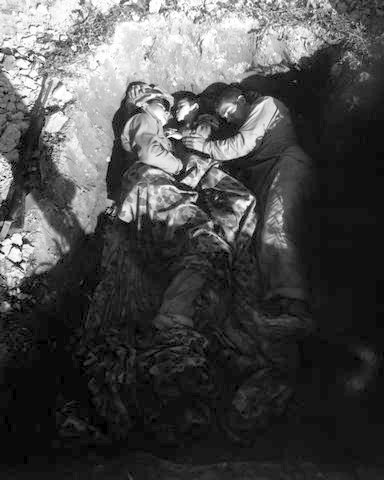
اثنان من مشاة البحرية الأمريكية يشاركان خندقهما مع أحد يتامي الحرب من أوكيناوا في أبريل 1945

في تأريخه للحرب، يصور متحف محافظة أوكيناوا التذكاري للسلام، أوكيناوا على أنها كانت عالقة بين اليابان والولايات المتحدة. خلال معركة 1945، أظهر الجيش الإمبراطوري الياباني عدم مبالاة بسلامة سكان أوكيناوا، حتى أن جنوده استخدموا المدنيين كدروع بشرية أو قتلوهم مباشرةً. كما صادر الجيش الياباني الطعام من سكان أوكيناوا وأعدم أولئك الذين أخفوه، مما أدى إلى مجاعة جماعية أجبرت المدنيين على الخروج من ملاجئهم. كما قَتَلَ الجنود اليابانيون حوالي 1,000 شخص تحدثوا بلغة أوكيناوا لقمع التجسس. ذكر المتحف أن «البعض نُسفّ بواسطة قذائف المدفعية وبعضهم وجدوا أنفسهم في وضع ميؤوس منه مما دفعهم إلى الانتحار وبعضهم مات جوعاً وبعضهم مات بسبب الملاريا، بينما سقط آخرون ضحايا للقوات اليابانية المتراجعة».

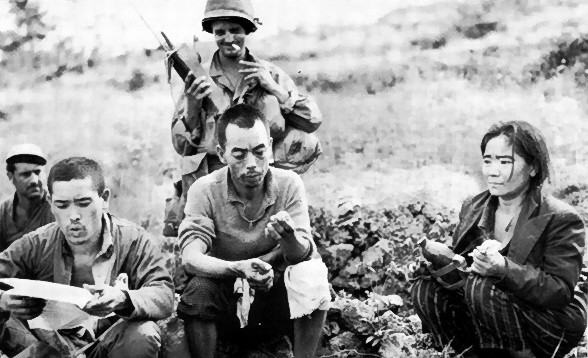
سجين ياباني يقرأ إحدى منشورات الدعاية الأمريكية بينما ينتظر الترحيل، حققت هذه المنشورات نجاحاً في التغلب على المقاومة المدنية في أوكيناوا

مع اقتراب الهزيمة اليابانية، انتحر المدنيون انتحاراً جماعياً غالباً، تحت ضغط الجنود اليابانيين الذين أخبروا السكان المحليين أن الجنود الأمريكيين المنتصرين سيرتكبون موجة من سُعار القتل والاغتصاب. كتبت ريوكيو شيمبو، إحدى صحيفتي أوكيناوا الرئيسيتين، في 2007: «هناك العديد من سكان أوكيناوا الذين شهدوا أن الجيش الياباني حثهم على الانتحار. وهناك أيضاً أشخاصاً شهدوا أن الجنود اليابانيين سلموهم قنابل يدوية» ليفجروا أنفسهم. قَتَلَ آلاف من المدنيين، بعدما انساقوا وراء الدعاية اليابانية بتصديقهم أن الجنود الأمريكيين ليسوا سوى برابرة مرتكبي فظائع رهيبة، عائلاتهم وأنفسهم لتجنب الوقوع في الأسر في أيدي الأمريكيين. بعضهم ألقى بنفسه وبأفراد أسرته من المنحدرات الجنوبية حيث يقع متحف السلام حالياً. إن سكان أوكيناوا «فوجئوا غالباً بالمعاملة الإنسانية التي تلقوها من العدو الأمريكي». في كتابه جزر الغضب: ردود سكان أوكيناوا تجاه السلطة اليابانية والأمريكية، يزعم مارك سيلدن أن الأمريكيين «لم يلجأوا لسياسة التعذيب والاغتصاب وقتل المدنيين كما حذر المسؤولون العسكريون اليابانيون». تمكن المترجمون الحربيون من فيلق الاستخبارات العسكرية أمثال تيروتو تسوبوتا من إقناع العديد من المدنيين بعدم قتل أنفسهم. وألقى الناجون من الانتحار الجماعي باللوم أيضاً على سياسة التلقين في نظامهم التعليمي في ذلك الوقت، حيث تعلم سكان أوكيناوا أن يصبحوا «أكثر ولاءً من اليابانيين» وكان من المتوقع أن يثبتوا ذلك.
يزعم شهود ومؤرخون أن جنوداً، معظمهم من القوات اليابانية، اغتصبوا نساء من أوكيناوا أثناء المعركة. فقد أفادت التقارير أن أعمال الاغتصاب التي ارتكبها الجنود اليابانيون «أصبحت أمراً شائعاً»[بحاجة لمصدر] في يونيو، بعدما أتضح أن الجيش الإمبراطوري الياباني أصبح قاب قوسين أو أدنى من الهزيمة. قال مسؤولو مشاة البحرية في أوكيناوا وواشنطن إنهم لم يكونوا على علم بوقوع حالات اغتصاب ارتكبها جنود أمريكيون في أوكيناوا في نهاية الحرب. ومع ذلك، يوجد العديد من الإفادات والشهادات الموثوقة التي تشير إلى ارتكاب القوات الأمريكية عدداً كبيراً من حالات الاغتصاب خلال المعركة. يشمل هذا قصص اغتصاب نظير مقايضة خدمات جنسية أو حتى بعد الزواج من أمريكيين، مثل تلك الحادثة المزعومة التي وقعت في قرية كاتسوياما، حيث ذكر سكانها أنهم شكلوا جماعة من المنتقمين نصبت كميناً وقتلت ثلاثة جنود من الأمريكيين السود زاعمين أنهم اعتادوا اغتصاب فتيات القرية هناك.

#### جدل وزارة مونبوشو حول الكتب الدراسية
هناك خلاف دائر بين حكومة أوكيناوا المحلية والحكومة الوطنية اليابانية حول دور الجيش الياباني في وقوع حالات الانتحار الجماعي للمدنيين خلال المعركة. في مارس 2007، نصحت وزارة التعليم والثقافة والرياضة والعلوم والتكنولوجيا الوطنية (مونبوشو) ناشري الكتب الدراسية بإعادة صياغة الأوصاف التي تذكر إجبار الجيش الإمبراطوري الياباني المحاصر، المدنيين على قتل أنفسهم في الحرب لتجنب أسرهم. فضلت الوزارة الأوصاف التي تذكر فقط أن المدنيين حصلوا على قنابل يدوية من الجيش الياباني. أثارت هذه الخطوة احتجاجات واسعة النطاق بين سكان أوكيناوا. في يونيو 2007، تبنى مجلس محافظة أوكيناوا قراراً ورد فيه «نناشد الحكومة (الوطنية) بشدة إلى سحب التعليمات واستعادة الوصف في الكتب الدراسية على الفور لكي تُنقل حقيقة معركة أوكيناوا بشكل صحيح حتى لا تتكرر حرب مأساوية مرة أخرى».
في 29 سبتمبر 2007، نظم نحو 110,000 شخص أكبر تجمع سياسي في تاريخ أوكيناوا للمطالبة بتراجع مونبوشو عن قرارها إلى ناشري الكتب الدراسية حول مراجعة مسألة انتحار المدنيين. وجاء في قرارهم: «إنها حقيقة لا يمكن إنكارها أن (تعدد حالات الانتحار) لم تكن لتحدث بدون تدخل الجيش الياباني وإن أي حذف أو تعديل (للأوصاف) هو إنكار وتشويه للشهادات الكثيرة لهؤلاء الأشخاص الذين نجوا من تلك الحوادث» في ديسمبر 2007، اعترفت الوزارة جزئياً بدور الجيش الياباني في حالات الانتحار الجماعي للمدنيين. وسمح مجلس ترخيص الكتب المدرسية التابع للوزارة للناشرين بإعادة الإشارة إلى أن «الجيش الياباني أجبر المدنيين على الانتحار الجماعي»، بشرط وضعه في سياق كافٍ. وذكر تقرير المجلس، «يمكن القول من وجهة نظر سكان أوكيناوا، أنهم أجبروا على الانتحار الجماعي». لكن هذا لم يكن كافياً للناجين الذين قالوا إنه من المهم للأطفال اليوم معرفة حقيقة ما حدث بالفعل.
كتب الأديب كنزابورو أوي الحائز على جائزة نوبل كتيباً جاء فيه أن الجيش قد أصدر أمر الانتحار الجماعي أثناء المعركة. وقد قاضاه تنقيحيون، بما في ذلك قائد عاصر الحرب إبان المعركة والذي عارض ذلك الأمر وأراد إيقاف نشر الكتيب. خلال جلسة الاستماع بالمحكمة، شهد أوي أن «سكان جزر أوكيناوا أُجبروا على الانتحار الجماعي في ظل تسلسل الهيكل الاجتماعي الياباني المار عبر دولة اليابان والقوات المسلحة اليابانية والحاميات المحلية.» في مارس 2008، حكمت محكمة محافظة أوساكا لصالح أوي، مشيرةً إلى أنه «يمكن القول إن الجيش متورط بشدة في عمليات الانتحار الجماعية.» واعترفت المحكمة بتورط الجيش في عمليات الانتحار والقتل الجماعي، مستشهدة بشهادات حول توزيع الجنود لقنابل يدوية لاستخدامها في الانتحار وبحقيقة أن حالات الانتحار الجماعي لم تُسجل في الجزر التي لم يتمركز الجيش بها.
في 2012، أعلنت المخرجة الكورية اليابانية باك سو نام عن عملها على الفيلم الوثائقي نوتشيقافو «عندما يكون المرء حياً» (بلغة أوكيناوا) الذي يجمع روايات للناجين الأحياء لإظهار «الحقيقة التاريخية لكثير من الناس»، زاعمةً أنه كان «هناك نوعان من الأوامر» للموت بشرف«، أحدهما بقتل السكان بعضهم البعض والآخر بقتل الجيش لجميع السكان». في مارس 2013، سمحت وزارة مونبوشو لناشر الكتب المدرسية اليابانية شيميزو شوين بنشر البيانات التي تُفيد أن «أوامر الجنود اليابانيين أدت إلى انتحار سكان أوكيناوا جماعياً» وأن «الجيش [الياباني] سببّ العديد من المآسي في أوكيناوا، كقتل السكان المحليين وإجبارهم على الانتحار الجماعي».

## تداعيات المعركة

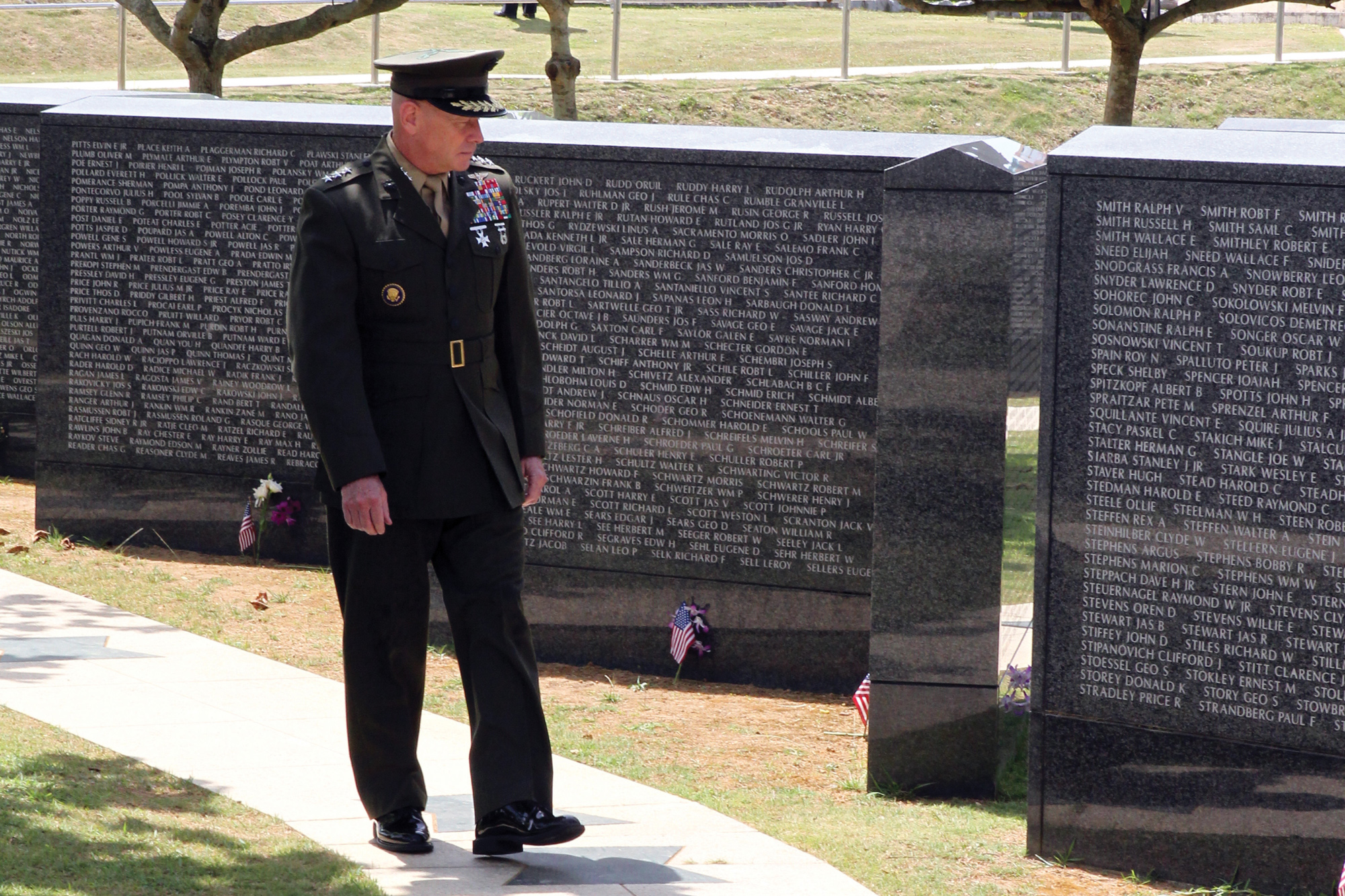
يحفظ حجر زاوية السلام التذكاري أسماء جميع العسكريين والمدنيين من جميع البلدان الذين قُتلوا في معركة أوكيناوا

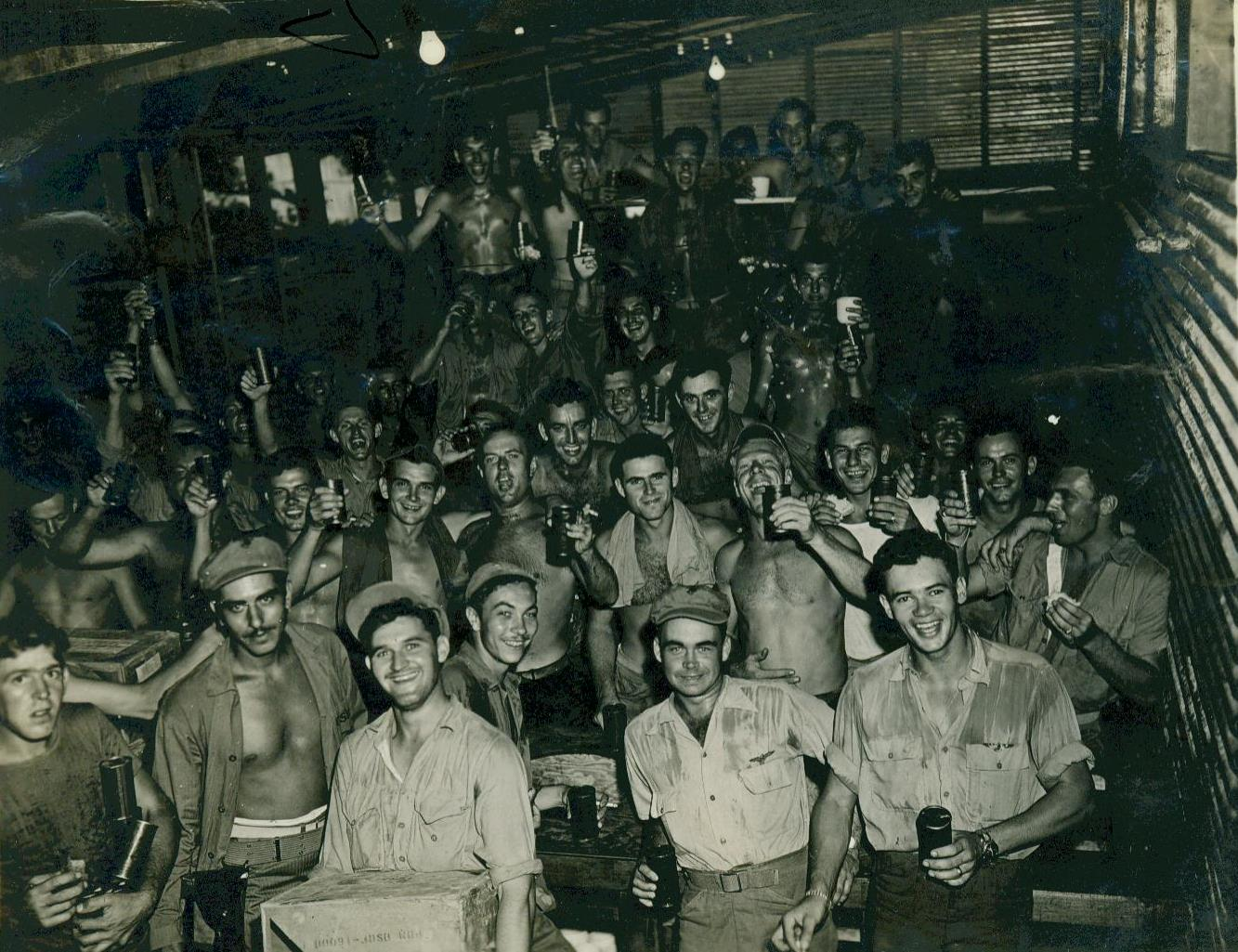
مشاة البحرية يحتفلون بيوم النصر على اليابان في أوكيناوا، أغسطس 1945

دُمرَت تسعين بالمائة من مباني الجزيرة، إضافةً إلى خسارة عدد لا يحصى من الوثائق التاريخية والتحف والكنوز الثقافية وتحولت المناظر الطبيعية الإستوائية إلى «حقل واسع من الطين والرصاص والعفن واليرقات». فاقت القيمة العسكرية لأوكيناوا «كل الآمال». فقد قدمت أوكيناوا مرسى للأسطول ومناطق انطلاق للقوات ومطارات على مقربة من اليابان. وطهرت الولايات المتحدة المياه المحيطة من الألغام خلال عملية زيبرا وباحتلالها أوكيناوا، أنشأت الإدارة المدنية الأمريكية لجزر ريوكيو، كشكل من أشكال الحكومة العسكرية، عقب انتهاء المعركة. في 2011، قال أحد مسؤولي حكومة المحافظة لصحافي الغارديان ديفيد هيرست:

### تأثيرها على الحرب الواسعة
نظراً لأن «استسلام اليابان الكامل» كان الحدث الكبير التالي عقب معركة أوكيناوا، فإن «تأثير» هذه المعركة يصعب النظر بشأنه. فبسبب هذا الاستسلام، لم تقع سلسلة المعارك التالية المُنتظرة - لغزو البر الياباني. (وبناء على هذا، فإن جميع الاستراتيجيات العسكرية لكلا الجانبين والتي افترضت هذا التطور القادم الحتمي مسبقاً، طُرحت للنقاش فوراً).
يعتقد بعض المؤرخين العسكريين أن حملة أوكيناوا أدت مباشرة إلى القصف الذري على هيروشيما وناجازاكي، كوسيلة لتجنب الغزو البري المخطط للبر الياباني الرئيسي. ذكر فيكتور ديفيس هانسون هذا الرأي في كتابه تموجات معركة:
في الوقت نفسه، توُاصِل العديد من الأطراف الجدل حول المسألة الأعم المتمثلة في «سبب استسلام اليابان» والتي قد عزت ذلك إلى عدد من الأسباب المحتملة من ضمنها: القصف الذري، الغزو السوفيتي لمنشوريا، والموارد اليابانية المستنفدة.[بحاجة لرقم الصفحة]

### النصب التذكاري
في 1995، أقامت السلطات في أوكيناوا نُصباً تذكارياً تحت اسم حجر الزاوية للسلام في مابوني، حيث موقع القتال الأخير في جنوب شرق أوكيناوا. يورد النُصب التذكاري جميع الأسماء المعروفة لأولئك الذين لقوا مصرعهم في المعركة؛ مدنيين وعسكريين، يابانيين وأجانب. ولغاية يونيو 2008 كان يحتوي على 240,734 اسماً.

### القاعدة الأمريكية الحالية
لا تزال هناك قوات أمريكية كبيرة تتمركز في أوكيناوا تحت مسمى القوات الأمريكية في اليابان والتي تعتبرها الحكومة اليابانية ضماناً هاماً لاستقرار المنطقة، كما لا تزال قاعدة كادينا الجوية أكبر قاعدة جوية أمريكية في آسيا. وقد احتج السكان المحليون على مساحة ووجود القاعدة.

## الملاحظات
1. ↑  إن جميع هذه البيانات تعتبر ملكية عامة للبحرية الأمريكية، أما الخسائر فهي مأخوذة من تقارير عمل فردية، اعتمدّ تنسيق هذا الجدول وترتيبه بشدة على كتاب، "النصر في المحيط الهادئ، 1945"، لمؤلفه صموئيل إليوت موريسون، (حقوق الطبع والنشر 1960)، المعهد البحري للمطبوعات، أنابوليس، ماريلاند، المُلحق الثاني، ص 92-390

### فهرس المراجع
1. ↑  "Chapter XVIII: The Battle Ends". army.mil. مؤرشف من الأصل في 2018-11-06. اطلع عليه بتاريخ 2015-10-23.
2. ↑  Bill Sloan: The Ultimate Battle pg. 18
3. ↑  Keegan: The Second World War pg. 567
4. ↑  Hastings: Retribution pg. 370
5. 1 2  Keegan: The Times Atlas of the Second World War pg. 169
6. ↑  The National Archives: Heroes and Villains retrieved 22 July 2015 نسخة محفوظة 2017-10-05 على موقع واي باك مشين.
7. ↑  William T. Garner: Unwavering Valor ch. 12.
8. ↑  Frank، صفحة 71
9. ↑  The National Archives: Heroes and Villains Retrieved 22 July 2015 نسخة محفوظة 2017-12-03 على موقع واي باك مشين.
10. ↑  Garner: Unwavering Valor ch. 12.
11. ↑  Keegan: The Second World War pg. 573
12. ↑  "The Battle of Okinawa" Retrieved 28 Dec. 2015 نسخة محفوظة 2018-03-23 على موقع واي باك مشين.
13. 1 2  "The Cornerstone of Peace." Kyushu-Okinawa Summit 2000: Okinawa G8 Summit Host Preparation Council, 2000. Accessed 9 Dec 2012. "The Cornerstone of Peace - number of names inscribed". أوكيناوا (محافظة). مؤرشف من الأصل في September 27, 2011. اطلع عليه بتاريخ 4 February 2011.
14. 1 2 3 4  SSgt Rudy R. Frame, Jr. "Okinawa: The Final Great Battle of World War II | Marine Corps Gazette". Mca-marines.org. مؤرشف من الأصل في 2013-12-14. اطلع عليه بتاريخ 2013-12-04.
15. 1 2 3  Giangreco Hell to Pay (2009) pg. 91
16. ↑  "Planning Iceberg, Chp 2 of Okinawa: Victory in the Pacific by Major Chas. S. Nichols, Jr., USMC and Henry I. Shaw, Jr". Historical Section, Division of Public Information, US Marine Corps. مؤرشف من الأصل في 2010-04-13. اطلع عليه بتاريخ 2010-05-07.
17. ↑  Feifer 2001 pages 99–106
18. ↑  "The United States Navy assembled an unprecedented armada in March and April 1945". Militaryhistoryonline.com. مؤرشف من الأصل في 2020-04-05. اطلع عليه بتاريخ 2012-05-06. {{استشهاد ويب}}: |archive-date= / |archive-url= timestamp mismatch (مساعدة)
19. ↑  "The American invasion of Okinawa was the largest amphibious invasion of all time". Historynet.com. مؤرشف من الأصل في 2008-03-28. اطلع عليه بتاريخ 2012-05-06.
20. ↑  "Okinawa: The Typhoon of Steel". American Veterans Center. 1 أبريل 1945. مؤرشف من الأصل في 2020-04-05. اطلع عليه بتاريخ 2013-10-12.
21. ↑  At 60th anniversary, Battle of Okinawa survivors recall 'Typhoon of Steel' – News – Stripes, Allen, David; Stars and Stripes; April 1, 2005. نسخة محفوظة 2020-04-05 على موقع واي باك مشين.
22. ↑  John Pike. "Battle of Okinawa". Globalsecurity.org. مؤرشف من الأصل في 2020-04-05. اطلع عليه بتاريخ 2013-10-12.
23. ↑  Huber، Thomas (مايو 1990). "Japan's battle of Okinawa, April-June 1945". Combined Arms Research Library. مؤرشف من الأصل في 2020-04-05.{{استشهاد ويب}}:  صيانة الاستشهاد: BOT: original URL status unknown (link)
24. ↑  "Chapter XVIII: The Battle Ends". permanent.access.gpo.gov. مؤرشف من الأصل في 2020-04-05. اطلع عليه بتاريخ 2020-01-23.
25. 1 2  "The Cornerstone of Peace: Number of Names Inscribed". Okinawa Prefecture. مؤرشف من الأصل في 2020-04-05. اطلع عليه بتاريخ 2017-05-22.
26. ↑  Rottman، Gordon (2002). Okinawa 1945: The Last Battle. Osprey Publishing. ص. 39. ISBN:1-84176-546-5. مؤرشف من الأصل في 2020-07-31.
27. 1 2  Rottman، Gordon (2002). Okinawa 1945: The Last Battle. Osprey Publishing. ص. 40. ISBN:1-84176-546-5. مؤرشف من الأصل في 2020-07-31.
28. ↑  Hobbs، David (يناير 2013). "The Royal Navy's Pacific Strike Force". الولايات المتحدة Naval Institute. مؤرشف من الأصل في 2020-04-07. اطلع عليه بتاريخ 2018-04-26. {{استشهاد ويب}}: |archive-date= / |archive-url= timestamp mismatch (مساعدة)
29. 1 2  Huber, Thomas M."Japan's Battle of Okinawa, March–June 1945". مؤرشف من الأصل في 2009-02-14. اطلع عليه بتاريخ 2014-07-11., كلية القيادة والأركان العامة للجيش الأمريكي  [لغات أخرى]‏
30. ↑  "[OFFICIAL] HIMEYURI PEACE MUSEUM". مؤرشف من الأصل في 2020-04-07.
31. ↑  جون تولاند, The Rising Sun: The Decline and Fall of the Japanese Empire 1936–1945, Random House, 1970, p. 711.
32. ↑  "OKINAWA: THE LAST BATTLE, Chapter 4, Page 97". مؤرشف من الأصل في 2018-11-06. اطلع عليه بتاريخ 2012-06-11.
33. ↑  "OKINAWA: THE LAST BATTLE, Chapter 4, Page 102". مؤرشف من الأصل في 2018-11-06. اطلع عليه بتاريخ 2012-06-11.
34. ↑  Baldwin, Hanson W. Sea Fights and Shipwrecks Hanover House 1956 page 309
35. ↑  Christopher Chant, "The Encyclopedia of Codenames of World War II (Routledge Revivals)", p. 87
36. ↑  Hastings 2007، صفحة 401
37. ↑  Hobbs 2012، صفحات 175–76
38. ↑  "Action in the North, Chp 6 of Okinawa: Victory in the Pacific by Major Chas. S. Nichols, Jr., USMC and Henry I. Shaw, Jr". Historical Section, Division of Public Information, US Marine Corps. مؤرشف من الأصل في 2010-04-13. اطلع عليه بتاريخ 2010-05-07.
39. ↑  West Point Atlas of American Wars
40. 1 2  Battle of Okinawa, GlobalSecurity.org. نسخة محفوظة 19 مايو 2020 على موقع واي باك مشين.
41. 1 2  "Valor awards for Julian D. Dusenbury". valor.militarytimes.com. مؤرشف من الأصل في 2017-10-19. اطلع عليه بتاريخ 2016-06-22.
42. 1 2  "The Ordeals of Shuri Castle". Wonder-okinawa.jp. 15 أغسطس 1945. مؤرشف من الأصل في 2009-07-04. اطلع عليه بتاريخ 2010-04-05.
43. ↑  "The Final Campaign: Marines in the Victory on Okinawa (Assault on Shuri)". Nps.gov. مؤرشف من الأصل في 2010-04-15. اطلع عليه بتاريخ 2010-04-05.
44. ↑  ""The World is beginning to know Okinawa": Ota Masahide reflects on his life from the Battle of Okinawa to the Struggle for Okinawa". Japanfocus.org. مؤرشف من الأصل في 2018-09-21. اطلع عليه بتاريخ 2012-05-06.
45. ↑  "Battle of Okinawa: The Bloodiest Battle of the Pacific War". HistoryNet. 12 يونيو 2006. مؤرشف من الأصل في 2020-06-06. اطلع عليه بتاريخ 2010-04-05.
46. ↑  Manchester، William (14 يونيو 1987). "The Bloodiest Battle Of All". The New York Times. مؤرشف من الأصل في 2020-06-06. اطلع عليه بتاريخ 2010-03-31.
47. ↑  John Pike. "Battle of Okinawa". Globalsecurity.org. مؤرشف من الأصل في 2020-05-19. اطلع عليه بتاريخ 2010-04-05.
48. ↑  "The Cornerstone of Peace – names to be inscribed". محافظة أوكيناوا. مؤرشف من الأصل في 2011-09-27. اطلع عليه بتاريخ 2011-02-04.
49. ↑  Weiner، Michael (ed.) (1997). Japan's minorities: the illusion of homogeneity (pp.169f.). Routledge. ISBN:0-415-13008-5. {{استشهاد بكتاب}}: |الأول= باسم عام (مساعدة)
50. ↑  "Recollecting the War in Okinawa". Japan Policy Research Institute. مؤرشف من الأصل في 2019-10-31. اطلع عليه بتاريخ 2011-02-04.
51. ↑  "Okinawa marks 62nd anniversary of WWII battle". ذا جابان تايمز. 24 يونيو 2007. مؤرشف من الأصل في 2007-09-29. اطلع عليه بتاريخ 2007-09-14.
52. ↑  Frank 1999، صفحة 71.
53. ↑  Reid, Chip. "Ernie Pyle, trail-blazing war correspondent—Brought home the tragedy of D-Day and the rest of WWII", NBC News, June 7, 2004. Retrieved April 26, 2006. نسخة محفوظة 17 أغسطس 2018 على موقع واي باك مشين.
54. ↑  "The Amphibians Came to Conquer". Ibiblio.org. مؤرشف من الأصل في 2020-05-19. اطلع عليه بتاريخ 2013-10-12.
55. ↑  SSgt Rudy R. Frame, Jr. "Okinawa: The Final Great Battle of World War II | Marine Corps Gazette". Mca-marines.org. مؤرشف من الأصل في 2013-12-14. اطلع عليه بتاريخ 2013-12-04.
56. ↑  Toll, Ian, Twilight of the Gods, (2020) Norton and Co., New York, New York, pg. 593
57. ↑  "The British Fleet at Okinawa". The British Fleet at Okinawa. WWII Forums. مؤرشف من الأصل في 2019-09-10. اطلع عليه بتاريخ 2020-11-04.
58. ↑  Morison, Victory, pg. 115-16
59. ↑  Morison, Victory, pg. 176
60. 1 2  Morison, Victory, pg. 177
61. ↑  Morison, Victory, pg. 218
62. 1 2  Morison, Victory, pg. 186-191
63. ↑  "Destroyer History, USS Howorth". Destroyer History. Destroyer History Foundation. مؤرشف من الأصل في 2021-06-28.
64. ↑  Morison, Victory, pg. 192
65. ↑  Morison, Victory, pg. 184
66. ↑  "Loss report of PGM-18". www.fold3.com. مؤرشف من الأصل في 2021-06-29. اطلع عليه بتاريخ 2020-04-09.
67. ↑  "Loss report of YMS-103". www.fold3.com. مؤرشف من الأصل في 2021-06-28. اطلع عليه بتاريخ 2020-04-09.
68. ↑  Toll, Ian, Twilight, pg. 597
69. ↑  Morison, Victory, pg. 147
70. ↑  "Daily Event for May 24, 2008, William B. Allison". Maritime Quest Article on William B. Allison. Maritime Quest. مؤرشف من الأصل في 2021-06-24. اطلع عليه بتاريخ 2021-06-10.
71. ↑  Morison, Victory, pg. 275
72. 1 2  Morrison, Victory, pg. 279
73. ↑  Appleman, Roy E.؛ James M. Burns؛ Russell A. Gugeler؛ John Stevens (2000). Okinawa: the last battle. Washington, D.C.: مركز التاريخ العسكري لجيش الولايات المتحدة. ص. 489. مؤرشف من الأصل في 2020-05-19.
74. ↑  Huber، Thomas M. (مايو 1990). "Japan's Battle of Okinawa, April–June 1945". Leavenworth Papers. القوات البرية للولايات المتحدة Command and General Staff College. مؤرشف من الأصل في 2008-04-30. اطلع عليه بتاريخ 2008-05-09.
75. 1 2 3  "The Basic Concept of the Okinawa Prefectural Peace Memorial Museum". Peace-museum.pref.okinawa.jp. 1 أبريل 2000. مؤرشف من الأصل في 2019-12-21. اطلع عليه بتاريخ 2013-10-12.
76. ↑  Feifer, George, The Battle of Okinawa, The Lyons Press (2001), p. 374.
77. ↑  James Brooke. "1945 suicide order still a trauma on Okinawa". مؤرشف من الأصل في 2006-01-14. اطلع عليه بتاريخ 2013-10-12.
78. ↑  Onishi، Norimitsu (1 أبريل 2007). "Japan's Textbooks Reflect Revised History". The New York Times. مؤرشف من الأصل في 2020-06-06. اطلع عليه بتاريخ 2010-03-31.
79. ↑  "EDITORIAL – Cornerstone of Peace: A Legacy of Bloodshed". San Francisco Chronicle. 24 يونيو 1995. مؤرشف من الأصل في 2019-04-12. اطلع عليه بتاريخ 2013-12-10.
80. ↑  Molasky، Michael S. (1999). The American Occupation of Japan and Okinawa: Literature and Memory. Routledge. ص. 16. ISBN:978-0-415-19194-4. مؤرشف من الأصل في 2020-06-29.
81. ↑  Molasky، Michael S.؛ Rabson، Steve (2000). Southern Exposure: Modern Japanese Literature from Okinawa. University of Hawaii Press. ص. 22. ISBN:978-0-8248-2300-9. مؤرشف من الأصل في 2020-06-11.
82. ↑  Sheehan، Susan D؛ Elizabeth، Laura؛ Selden، Hein Mark. "Islands of Discontent: Okinawan Responses to Japanese and American Power": 18. {{استشهاد بدورية محكمة}}: الاستشهاد بدورية محكمة يطلب |دورية محكمة= (مساعدة)
83. ↑  "Military Intelligence Service Research Center: Okinawa". Njahs.org. مؤرشف من الأصل في 2020-06-06. اطلع عليه بتاريخ 2013-10-12.
84. ↑  Toru Saito. "Pressure to prove loyalty paved way for mass suicides in Battle of Okinawa – AJW by The Asahi Shimbun". Asahi Shimbun. مؤرشف من الأصل في 2013-12-13. اطلع عليه بتاريخ 2013-12-11.
85. ↑  Appleman، Roy E. (1948). Okinawa: The Last Battle. United States Army in World War II. Washington DC: مركز التاريخ العسكري لجيش الولايات المتحدة. ص. 462. مؤرشف من الأصل في 2020-07-01.
86. ↑  Sims، Calvin (1 يونيو 2000). "3 Dead Marines and a Secret of Wartime Okinawa". The New York Times. مؤرشف من الأصل في 2020-07-01. اطلع عليه بتاريخ 2010-04-05.
87. ↑  Tanaka، Yuki (2003). Japan's Comfort Women: Sexual Slavery and Prostitution During World War II. Routledge. ISBN:0-203-30275-3.
88. ↑  Lisa Takeuchi Cullen (13 أغسطس 2001). "Okinawa Nights". Time. مؤرشف من الأصل في 2010-03-10. اطلع عليه بتاريخ 2010-04-05.
89. ↑  Okinawa slams history text rewrite, Japan Times, June 23, 2007. نسخة محفوظة 6 أكتوبر 2011 على موقع واي باك مشين. [وصلة مكسورة]
90. ↑  Gheddo، Piero. "JAPAN Okinawa against Tokyo's attempts to rewrite history – Asia News". Asianews.it. مؤرشف من الأصل في 2020-06-20. اطلع عليه بتاريخ 2013-12-04.
91. ↑  "110,000 protest history text revision order". Search.japantimes.co.jp. 30 سبتمبر 2007. مؤرشف من الأصل في 2011-10-06. اطلع عليه بتاريخ 2013-10-12.
92. ↑  Japan to amend textbook accounts of Okinawa suicides Herald Tribune, December 26, 2007. نسخة محفوظة 19 ديسمبر 2008 على موقع واي باك مشين.
93. ↑  Texts reinstate army's role in mass suicides: Okinawa prevails in history row ذا جابان تايمز, December 27, 2007. نسخة محفوظة 6 أكتوبر 2011 على موقع واي باك مشين. [وصلة مكسورة]
94. ↑  Okinawa's war time wounds reopened BBC News, November 17, 2007. نسخة محفوظة 6 يونيو 2020 على موقع واي باك مشين.
95. ↑  Witness: Military ordered mass suicides, Japan Times, September 12, 2007. نسخة محفوظة 28 يوليو 2020 على موقع واي باك مشين.
96. ↑  Oe testifies military behind Okinawa mass suicides نسخة محفوظة November 12, 2007, على موقع واي باك مشين., Japan Times, November 10, 2007.
97. ↑  Court sides with Oe over mass suicides, Japan Times, March 29, 2008. نسخة محفوظة 28 يوليو 2020 على موقع واي باك مشين.
98. ↑  Nayoki Himeno, Director humanizes tragedy of Okinawan mass suicides نسخة محفوظة May 28, 2013, على موقع واي باك مشين., The Asashi Shimbun, May 24, 2012.
99. ↑  New high school texts say Japanese Imperial Army ordered WWII Okinawa suicides, The Mainichi, March 29, 2013. نسخة محفوظة 2021-05-10 على موقع واي باك مشين.
100. ↑  "Okinawan History and Karate-do". مؤرشف من الأصل في 2011-08-19.
101. ↑  David Hearst in Okinawa. "Second battle of Okinawa looms as China's naval ambition grows". The Guardian. مؤرشف من الأصل في 2020-10-06. اطلع عليه بتاريخ 2013-12-04.
102. ↑  Maddox، Robert James (2004). Weapons for Victory: The Hiroshima Decision. University of Missouri Press. ص. xvii. ISBN:978-0-826-21562-8.
103. ↑  Frank 1999، صفحة 331.
104. ↑  Gaddis، John Lewis (2005). The Cold War. Allen Lane. ص. 50. ISBN:978-0-713-99912-9. [Hiroshima and Nagasaki] brought about the Japanese surrender.
105. ↑  "Soviets declare war on Japan; invade Manchuria". History.com. A&E Television Networks, n.d. Web. July 6, 2014. نسخة محفوظة 3 سبتمبر 2020 على موقع واي باك مشين.
106. ↑  "Did Nuclear Weapons Cause Japan to Surrender?". وارد ويلسون  [لغات أخرى]‏. YouTube. Carnegie Council for Ethics in International Affairs, January 16, 2013. Web. July 6, 2014. "نسخة مؤرشفة". مؤرشف من الأصل في 2020-07-29. اطلع عليه بتاريخ 2020-10-08.{{استشهاد ويب}}:  صيانة الاستشهاد: BOT: original URL status unknown (link)
107. ↑  Hasegawa، Tsuyoshi (2005). Racing the Enemy: Stalin, Truman, and the Surrender of Japan. Belknap Press of Harvard University Press. ISBN:9780674022416. مؤرشف من الأصل في 2020-07-31.
108. ↑  "Why did Japan surrender?". Boston Globe. August 7, 2011. نسخة محفوظة 26 يوليو 2020 على موقع واي باك مشين.
109. ↑  "The Cornerstone of Peace" (باليابانية). Pref.okinawa.jp. Archived from the original on 2012-06-06. Retrieved 2012-05-06.
110. ↑  Okinawa is promised reduced base burden, ذا جابان تايمز, June 24, 2008 نسخة محفوظة 2011-10-06 على موقع واي باك مشين. [وصلة مكسورة]
111. ↑  "Press rewind: Trump, Tokyo and a welcome back to the 1980s". BBC News. 9 فبراير 2017. مؤرشف من الأصل في 2018-09-22. اطلع عليه بتاريخ 2017-02-10.
112. ↑  "Okinawa marks 68th anniversary of bloody WWII battle". Fox News Channel. 23 يونيو 2013. مؤرشف من الأصل في 2015-10-15. اطلع عليه بتاريخ 2013-12-11.
113. ↑  Fackler، Martin (5 يوليو 2013). "In Okinawa, Talk of Break From Japan Turns Serious". The New York Times. مؤرشف من الأصل في 2020-01-03.

### المعلومات الكاملة للمراجع
- Alexander، Joseph (1995). The Final Campaign: Marines in the Victory on Okinawa (PDF). U.S. Marine Corps History Division. مؤرشف من الأصل (PDF) في 2021-03-24.
- Appleman، Roy؛ Burns، James؛ Gugeler، Russel؛ Stevens، John (1948). Okinawa: The Last Battle. مركز التاريخ العسكري لجيش الولايات المتحدة. ISBN:1-4102-2206-3. مؤرشف من الأصل في 2021-05-13.
- Astor، Gerald (1996). Operation Iceberg: The Invasion and Conquest of Okinawa in World War II. Dell. ISBN:0-440-22178-1. مؤرشف من الأصل في 2022-03-17.
- Buckner، Simon؛ Stilwell، Joseph (2004). Nicholas Evan Sarantakes (المحرر). Seven Stars: The Okinawa Battle Diaries of Simon Bolivar Buckner, Jr. and Joseph Stilwell.
- Feifer، George (2001). The Battle of Okinawa: The Blood and the Bomb. The Lyons Press. ISBN:1-58574-215-5. مؤرشف من الأصل في 2022-06-17.
- Frank، Richard B. (1999). Downfall: The End of the Imperial Japanese Empire. Random House. ISBN:978-0-679-41424-7. مؤرشف من الأصل في 2020-08-06.
- Hallas، James H. (2006). Killing Ground on Okinawa: The Battle for Sugar Loaf Hill. Potomac Books. ISBN:1-59797-063-8.
- Hastings، Max (2007). Retribution – The Battle for Japan, 1944–45. New York: Alfred A. Knopf. ISBN:978-0-307-26351-3. مؤرشف من الأصل في 2021-03-07.
- Hobbs، David (2012). The British Pacific Fleet: The Royal Navy's Most Powerful Strike Force. Seaforth Publishing. ISBN:9781783469222.
- Morison، Samuel Eliot (2002). Victory in the Pacific, 1945, vol. 14 of History of United States Naval Operations in World War II. تشامبيغن: University of Illinois Press. ISBN:0-252-07065-8.
- Nash، Douglas (2015). Battle of Okinawa III MEF Staff Ride Battle Book (PDF). U.S. Marine Corps History Division. مؤرشف من الأصل (PDF) في 2021-03-24.
- Nichols، Charles؛ Shaw، Henry (1955). Okinawa: Victory in the Pacific (PDF). Government Printing Office. ASIN:B00071UAT8. مؤرشف من الأصل (PDF) في 2021-03-24.
- Lacey، Laura Homan (2005). Stay Off The Skyline: The Sixth Marine Division on Okinawa—An Oral History. Potomac Books. ISBN:1-57488-952-4. مؤرشف من الأصل في 2022-03-17.
- Manchester، William (1980). Goodbye, Darkness: A Memoir of the Pacific War. Boston, Toronto: Little, Brown and Co. ISBN:0-316-54501-5.
- Rottman، Gordon (2002). Okinawa 1945: The last Battle. Osprey Publishing. ISBN:1-84176-546-5.
- Sledge، E. B.؛ Fussell، Paul (1990). With the Old Breed: At Peleliu and Okinawa. Oxford University Press. ISBN:0-19-506714-2., famous Marine memoir
- Sloan، Bill (2007). The Ultimate Battle: Okinawa 1945—The Last Epic Struggle of World War II. Simon & Schuster. ISBN:978-0-7432-9246-7.
- Toll، Ian W. (2020). Twilight of the Gods: War in the Western Pacific, 1944–1945. New York: W. W. Norton.
- Fisch Jr.، Arnold G. (2004). Ryukyus. World War II Campaign Brochures. Washington, DC: مركز التاريخ العسكري لجيش الولايات المتحدة. ISBN:0-16-048032-9. CMH Pub 72-35. مؤرشف من الأصل في 2020-12-02.
- Yahara، Hiromichi (2001). The Battle for Okinawa. John Wiley & Sons. ISBN:0-471-18080-7. - Firsthand account of the battle by a surviving Japanese officer.
- Zaloga، Steven (2007). Japanese Tanks 1939–45. Osprey Publishing. ISBN:978-1-84603-091-8.

## وصلات خارجية
- جاءت البرمائيات للغزو: قصة الأدميرال ريتشموند كيلي تورنر.
- معركة أوكيناوا اليابانية، أبريل - يونيو 1945.
- الجيش الأمريكي خلال معركة أوكيناوا.
- حجر الزاوية للسلام.
- الحرب العالمية الثانية: معركة أوكيناوا